# Виктория (королева Великобритании)
Викто́рия (англ. Victoria, имя при крещении — Александрина Виктория англ. Alexandrina Victoria; 24 мая 1819[…], Кенсингтон, Великобритания[…] — 22 января 1901[…], Осборн-хаус, Великобритания) — королева Соединённого королевства Великобритании и Ирландии с 20 июня 1837 года, императрица Индии с 1 мая 1876 года (провозглашение в Британской Индии — 1 января 1877 года). Период правления Виктории ознаменовал эпоху наивысшего расцвета Британской империи.
Виктория была дочерью Эдуарда, герцога Кентского, четвёртого сына короля Георга III. И отец, и дед умерли в 1820 году, и Виктория выросла под контролем матери-немки Виктории Саксен-Кобург-Заальфельдской. Она унаследовала престол в 18 лет после смертей своих дядей, не оставивших законного потомства: герцога Фредерика Йоркского, королей Георга IV и Вильгельма IV. К этому времени Соединённое королевство представляло сложившуюся конституционную монархию, где король практически не имел политической силы; тем не менее, Виктория влияла на политику правительства и назначения министров. Для народа она стала национальным символом и считалась человеком строгой морали.
В 1840 году Виктория вышла замуж за принца Альберта Саксен-Кобург-Готского. Браки их девяти детей с представителями королевских и знатных семей укрепили связи между династиями Европы и принесли Виктории прозвище «Бабушка Европы». Когда в 1861 году Альберт умер, Виктория ушла в траур и прекратила появляться на публике. В результате этого набрал силу республиканизм, но позже популярность королевы восстановилась. Золотой и бриллиантовый юбилеи королевы Виктории праздновались по всей империи.
Виктория оставалась на троне на протяжении 63 лет, 7 месяцев и 2 дней, что на тот момент являлось самым долгим правлением среди британских монархов, позже по длительности правления её превзошла Елизавета II. Викторианская эпоха стала периодом промышленного, культурного, политического, научного и военного развития Великобритании и временем наивысшего расцвета Британской империи. Она была последним монархом Великобритании из Ганноверской династии. Её сын и наследник Эдуард VII принадлежал по линии отца к Саксен-Кобург-Готской династии.

## Рождение и семья

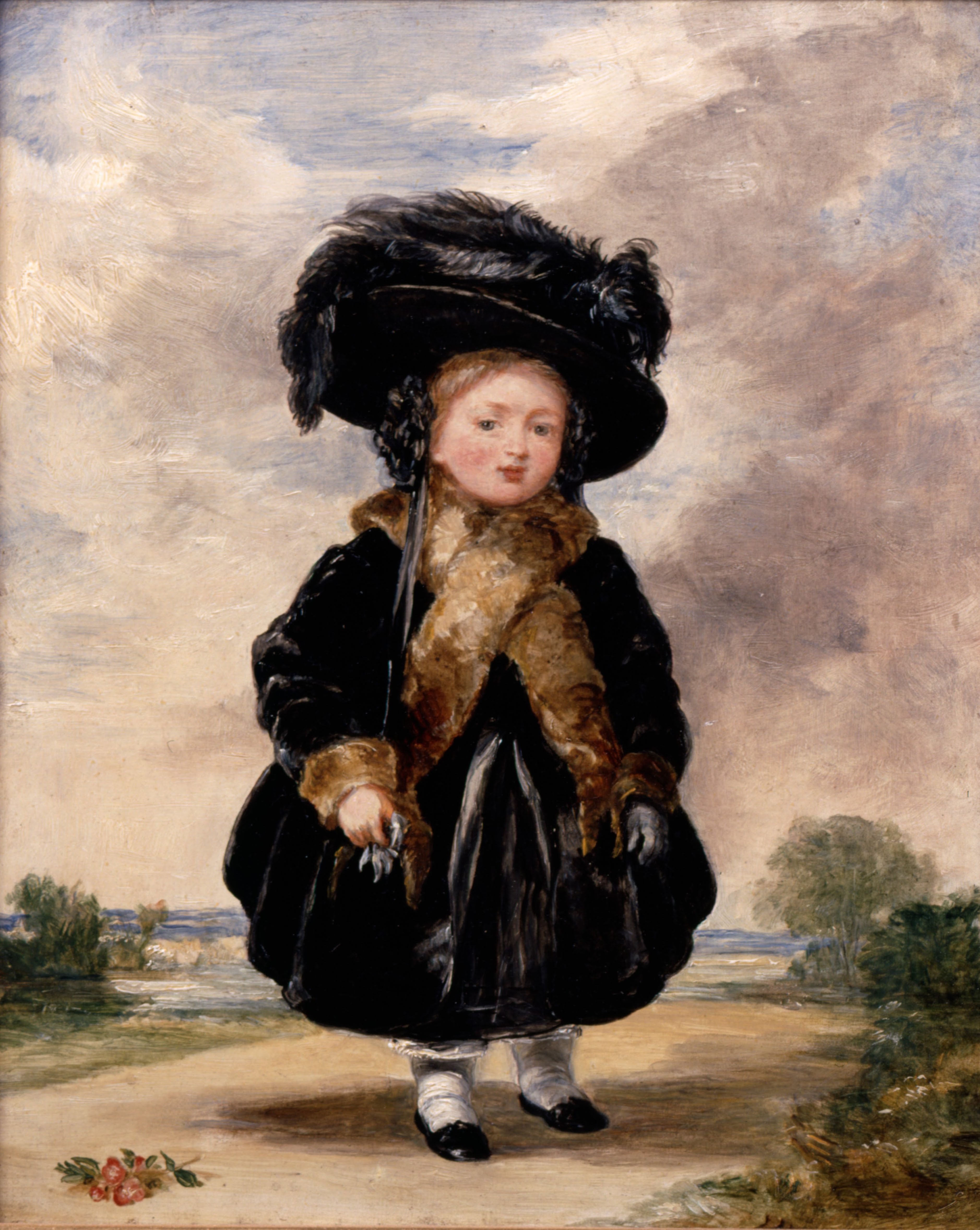
Виктория в четыре года

Отцом Виктории был Эдуард Август, герцог Кентский, четвёртый сын короля Великобритании Георга III. До 1817 года племянница Эдуарда Шарлотта Уэльская была единственной законной внучкой Георга III. Её смерть в 1817 году привела к ситуации, когда в линии наследования остались только дети короля, следовательно, после их смерти не осталось бы наследников. Этого допустить было нельзя, и герцогу Кентскому и его неженатым братьям пришлось срочно жениться, чтобы завести детей. В 1818 году он женился на Виктории Саксен-Кобург-Заальфельдской, вдовствующей немецкой принцессе, уже имевшей двух детей — Карла (1804—1856) и Феодору (1807—1872) — от первого мужа принца Лейнингенского. Её брат Леопольд был женат на умершей Шарлотте. Единственный ребёнок герцога и герцогини Кентских, Виктория, родилась в 4:15 утра 24 мая 1819 года в Кенсингтонском дворце Лондона.
Викторию крестил в Кенсингтонском дворце 24 июня 1819 года архиепископ Кентерберийский Чарльз Меннерс-Саттон, церемония прошла в частном порядке. Она была названа Александриной в честь одного из её крёстных, императора России Александра I, и Викторией в честь матери. Дополнительные имена, предложенные её родителями, — Джорджина (или Джорджиана), Шарлотта и Августа — были отклонены по указанию принца-регента.
После рождения Виктория была пятой в линии наследования после её отца и трёх его старших братьев: принца-регента, герцога Йоркского и герцога Кларенса (позже Вильгельм IV). Было маловероятно, что принц-регент и герцог Йоркский будут иметь детей, поскольку не были близки со своими жёнами, которые уже вышли из детородного возраста. Герцоги Кентский и Кларенс женились в один день за 12 месяцев до рождения Виктории, но обе дочери последнего (Шарлотта и Елизавета, рождённые в 1819 и 1820 году соответственно) умерли в детстве. Герцог Кентский умер от пневмонии 23 января 1820 года, когда дочери было восемь месяцев; неделю спустя — 29 января — умер Георг III, и принц Уэльский наследовал ему под именем Георга IV. Таким образом, принцесса Кентская стала третьей в линии наследования после братьев Георга IV герцога Йоркского и герцога Кларенса, лишь ненадолго сдвинувшись на четвёртое место в период между рождением и смертью принцессы Елизаветы Кларенс.
Герцог Йоркский умер в 1827 году; три года спустя в 1830 году последовали смерть Георга IV и восшествие на британский престол герцога Кларенса, ставшего Вильгельмом IV; принцесса Кентская стала предполагаемой наследницей своего дяди. В акте о регентстве 1830 года специально указано, что герцогиня Кентская станет регентом, если к смерти Вильгельма Виктория ещё не достигнет совершеннолетия. Король Вильгельм сомневался в способности герцогини быть регентом и в 1836 году в её присутствии заявил, что намерен дожить до 18-летия Виктории, чтобы никакого регентства при ней и вовсе не было.

## Предполагаемая наследница

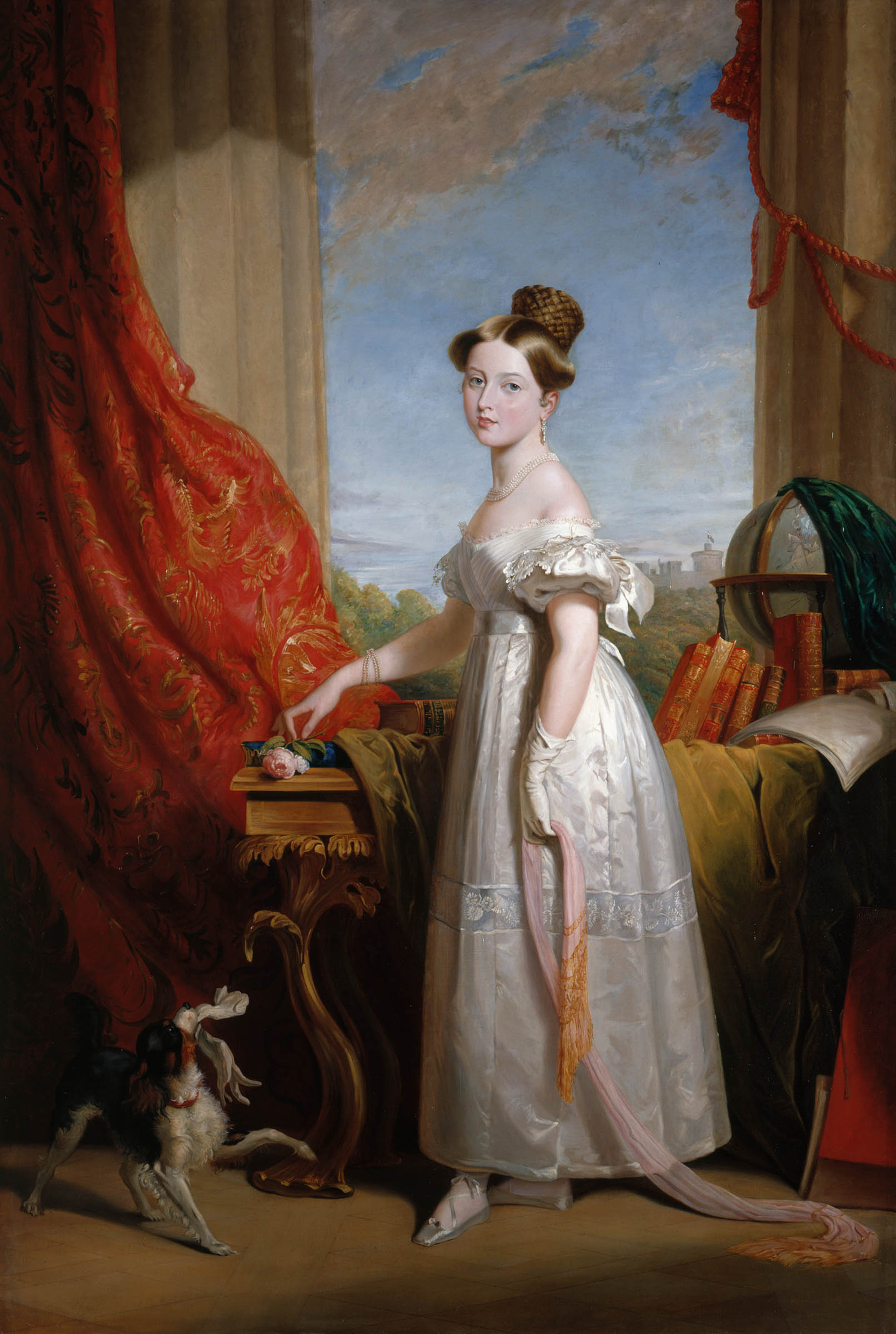
Виктория со своим спаниелем Дэшем. Портрет кисти Джорджа Хейтера (1833)

Виктория позже описывала своё детство как «довольно тоскливое». Викторию растили в изоляции от других детей по так называемой «Кенсингтонской системе». Это был сложный набор правил и протоколов, разработанный герцогиней и её амбициозным и властным управляющим Джоном Конроем, который, по слухам, был любовником герцогини. Система не позволяла Виктории встречаться с людьми, которых её мать и Конрой считали нежелательными (включая многих из семьи её отца), и должна была сделать её слабой и зависимой от них. Герцогиня избегала двора, потому что там присутствовали внебрачные дети короля, что, по её мнению, было оскорбительно, и, возможно, повлияло на будущую викторианскую мораль, так как королева считала, что её дочь должна избежать проявлений сексуального неприличия. Спала Виктория в одной спальне с матерью, занималась с частными учителями по установленному расписанию, играла (в отведённое время) с куклами и своим спаниелем Дэшем. Она изучала французский, немецкий, итальянский и латынь, но дома говорила только на английском.

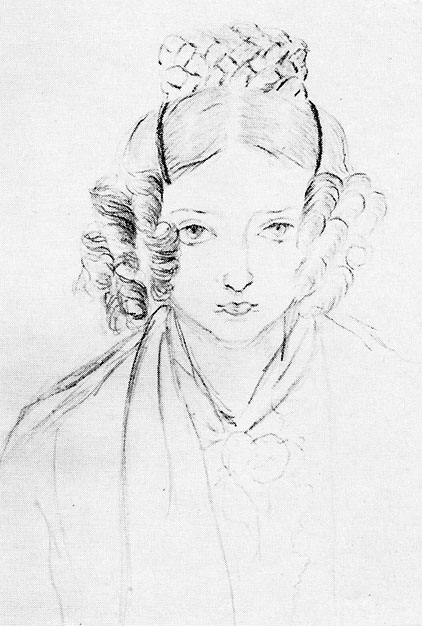
Автопортрет, 1835 год

В 1830 году герцогиня Кентская и Конрой повезли Викторию в путешествие через центр Англии в Малверн-Хиллс, по пути останавливаясь в городах и великих особняках. Похожие путешествия в другие части Англии и Уэльса прошли в 1832, 1833, 1834 и 1835 годах. К досаде короля Вильгельма на каждой из этих остановок Викторию встречали с энтузиазмом. Вильгельм сравнил эти путешествия с королевскими поездками, ему не нравилось, что Виктория выглядит как его соперница, а не как предполагаемая наследница. Виктории поездки не нравились; от постоянных появлений на публике она уставала и болела, а времени на отдых у неё почти не было. Она пыталась возразить против поездок, аргументируя своё мнение недовольством короля, но её мать сказала, что королём руководит ревность, и принудила Викторию продолжать путешествия. В октябре 1835 года в Рамсгите Виктория подхватила тяжёлую лихорадку, которую Конрой вначале счёл детским притворством. Во время её болезни Конрой и герцогиня безуспешно пытались заставить её назначить Конроя её личным секретарём. Её мать и Конрой часто пытались заставить её дать Конрою место среди личного персонала. Став королевой, Виктория запретила ему присутствовать при её дворе, но он остался в доме её матери.
Уже в 1836 году брат герцогини Леопольд, в 1831 году ставший королём Бельгии, строил планы о свадьбе своих племянницы и племянника, Виктории и Альберта Саксен-Кобург-Готского (мать Виктории и отец Альберта Эрнст I были родными братом и сестрой Леопольда). Леопольд устроил так, что мать Виктории пригласила своих родственников Кобургов посетить её в мае 1836 года, чтобы познакомить Викторию и Альберта. Вильгельм IV, однако, не одобрял союз с Кобургами, и хотел устроить брак с Александром Нидерландским, вторым сыном принца Оранского. Виктория знала о различных свадебных планах и критически относилась к параду принцев, один из которых, возможно, мог стать её мужем. Согласно её дневнику, Альберт с самого начала ей понравился. После визита она написала: «[Альберт] чрезвычайно красив; его волосы того же цвета, что и мои; у него большие и голубые глаза, и прекрасный нос, и очень милый рот с хорошими зубами; но очарование кроется в выражении лица, которое наиболее восхитительно». Александр, с другой стороны, был «очень прост».
Виктория написала дяде Леопольду, которого она считала «лучшим и добрейшим советчиком», поблагодарив «за перспективу великого счастья, в которое вы внесли свой вклад, дав мне, в лице дорогого Альберта … Он обладает всеми качествами, которые можно было желать, чтобы сделать меня совершенно счастливой. Он так чувствителен, и так добр, и так мил тоже. Он также имеет наиболее приятную и восхитительную наружность…». Однако Виктории было 17 лет, и, хотя она заинтересовалась Альбертом, выходить замуж ей было ещё рано. Стороны не заключили формальных обязательств, но решили, что свадьба в будущем состоится.

## Начало правления

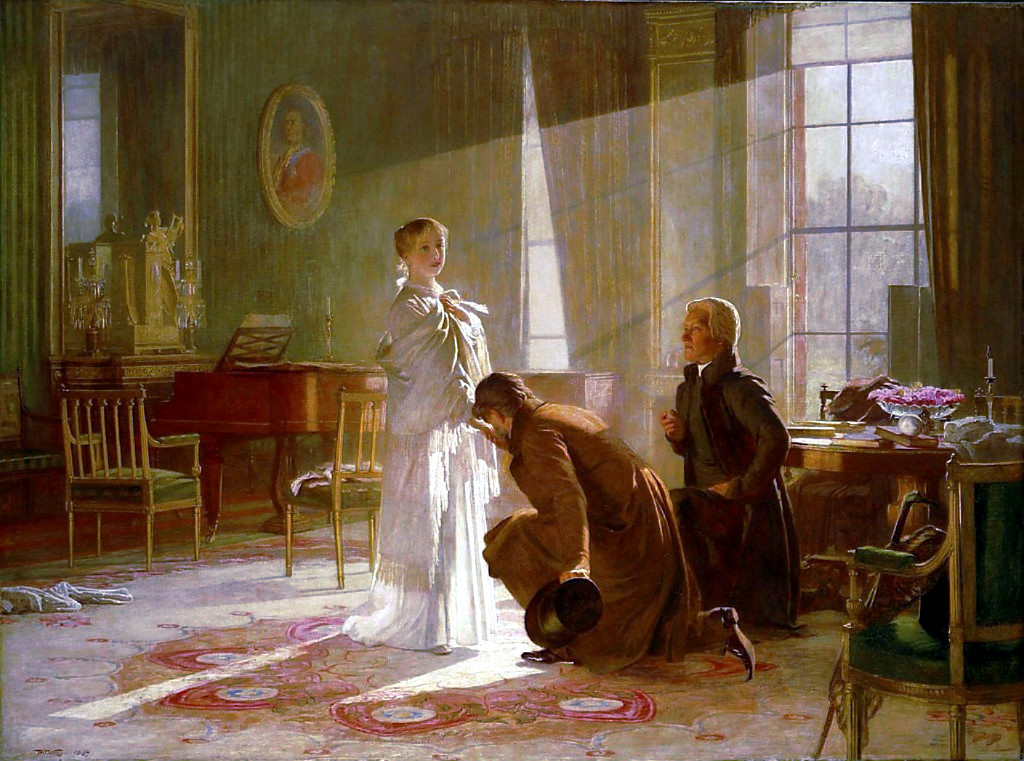
Виктория получает известие о том, что стала королевой, от лорда Конингема (слева) и архиепископа Кентерберийского. Худ. Генри Танворт Уэллс (1886)

Виктории исполнилось 18 лет 24 мая 1837 года, благодаря чему необходимость регентства отпала сама по себе. 20 июня 1837 года умер Вильгельм IV, и Виктория стала королевой Великобритании. Она записала в дневнике: «В 6 часов меня разбудила Мама, которая сказала мне, что архиепископ Кентерберийский и лорд Конингем здесь и хотят видеть меня. Я встала из кровати и пошла в мою гостиную (в одном халате) и одна и увиделась с ними. Лорд Конингем затем рассказал мне, что мой бедный дядя, король, больше не с нами, и ушёл в 12 минут 3-го этим утром, и следовательно я — королева». В официальных документах, приготовленных в первый день её правления, она названа своим полным именем — Александриной Викторией, но по её желанию первое имя было убрано и с тех пор больше не использовалось.
С 1714 года Британия имела одного монарха с Ганновером, но по Салическому закону женщины не могли наследовать престол Ганновера. Когда Виктория стала королевой всех британских доминионов, Ганновер вместо этого перешёл к младшему брату её отца, её дяде, герцогу Камберлендскому, который стал королём Эрнстом Августом I. Он был её предполагаемым наследником, пока она не вышла замуж и не родила ребёнка.

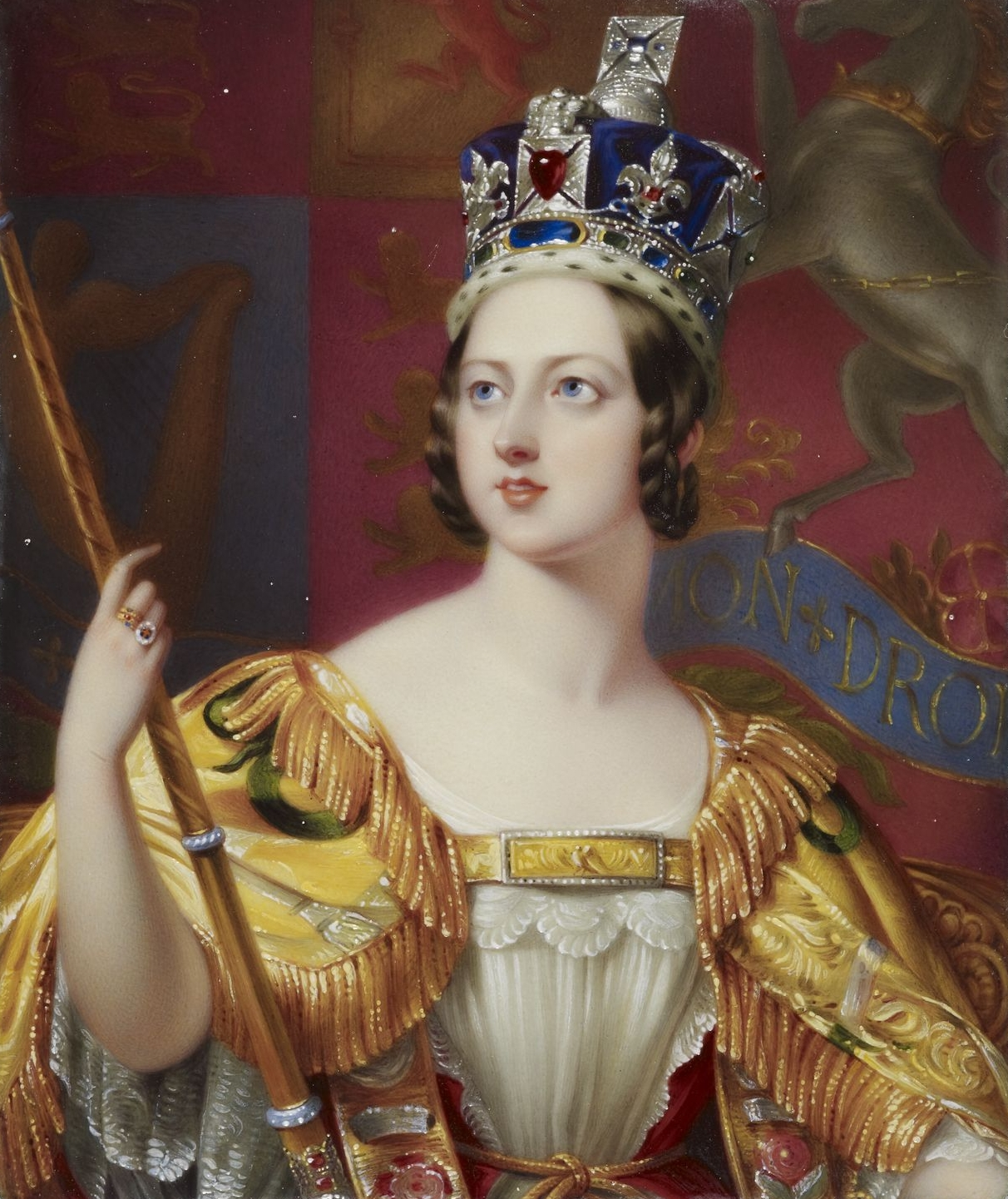
Коронационный портрет кисти Джорджа Хейтера

Когда она унаследовала трон, правительство возглавлял премьер-министр из вигов лорд Мельбурн, который получил серьёзное влияние на не имеющую политического опыта королеву, обращавшуюся к нему за советами. Чарльз Гревилл предположил, что овдовевший и бездетный Мельбурн «страстно любил её, как она могла бы быть его дочерью, если бы он имел их», и Виктория, возможно, видела в нём отца. Её коронация прошла 28 июня 1838 года, и она стала первым монархом, выбравшим в качестве резиденции Букингемский дворец. Она унаследовала доходы от герцогств Ланкастер и Корнуэлл и получила цивильный лист на 385 000 фунтов стерлингов в год. Разумно обращаясь с финансами, она оплатила долги отца.
В начале правления Виктория была популярна в народе, но её репутация пострадала от дворцовой интриги 1839 года, когда у одной из фрейлин её матери, Флоры Гастингс, начал расти живот, и распространились слухи, что причиной этого была её внебрачная беременность от Джона Конроя. Виктория поверила слухам. Она ненавидела Конроя и презирала «эту одиозную леди Флору», поскольку та была замешана в кенсингтонской системе. Сначала леди Флора отказалась пройти медицинскую экспертизу, но в середине февраля согласилась, и было установлено, что она девственница. Конрой, семья Гастингс и оппозиционные тори организовали пресс-кампанию, обвинив королеву в распространении ложных слухов о леди Флоре. Когда в июле леди Флора умерла, при вскрытии была обнаружена опухоль в печени, которая и вызвала увеличение размеров живота. На публичных выступлениях Викторию освистывали и называли «миссис Мельбурн».
В 1839 году Мельбурн ушёл в отставку после того, как радикалы и тори (которых Виктория не любила) проголосовали против билля о приостановлении действия конституции Ямайки. Билль лишал политической власти хозяев плантаций, которые сопротивлялись мерам, связанным с отменой рабства. Королева назначила тори Роберта Пиля новым премьер-министром. В то время было обычно для премьер-министра назначать членов королевского двора, которые часто были его политическими союзниками и их супругами. Многие из фрейлин королевы были жёнами вигов, и Пиль собирался заменить их жёнами тори. Виктория, по совету Мельбурна, возражала против этих действий. Пиль отказался действовать с ограничениями, налагаемыми королевой, и, следовательно, подал в отставку, позволив Мельбурну вернуться на свою должность.

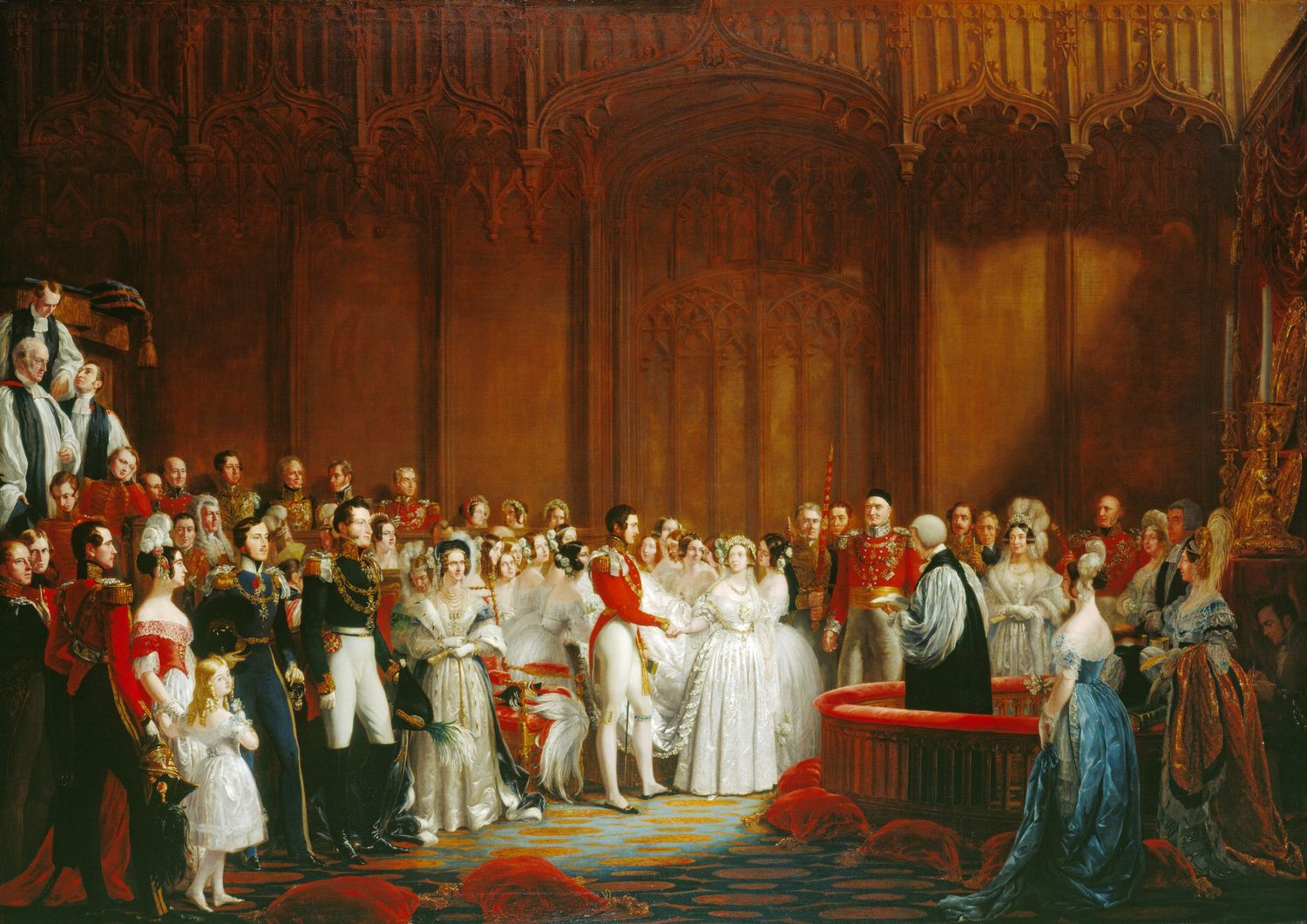
Свадьба Виктории и Альберта.
Картина кисти Джорджа Хейтера

## Свадьба
Виктория была королевой, но при этом незамужней молодой женщиной, и поэтому, согласно общественным нормам, ей приходилось жить с матерью, хотя они и имели разногласия из-за кенсингтонской системы, а её мать продолжала опираться на Джона Конроя. Её мать занимала отдалённые комнаты в Букингемском дворце, и Виктория часто отказывалась встречаться с ней. Когда Виктория пожаловалась Мельбурну, что непосредственная близость с матерью обещает «мучения долгих лет», тот посочувствовал, но сказал, что этого можно избежать только браком, что Виктория назвала «шокирующей альтернативой». Она проявляла интерес к образованию Альберта, так как он мог стать её мужем, но не хотела спешить со свадьбой.
Альберт всё ещё нравился Виктории. В октябре 1839 года он опять приехал к ней в гости, Альберт и Виктория почувствовали взаимную привязанность, и 15 октября, всего через пять дней после того, как Альберт приехал в Виндзор, королева предложила ему пожениться. Обряд прошёл 10 февраля 1840 года в капелле Сент-Джеймсского дворца в Лондоне. Виктория была без ума от счастья. Вечер после свадьбы она провела в постели с головной болью, восторженно записав в дневнике:
Я НИКОГДА, НИКОГДА не проводила такого вечера!!! МОЙ ДОРОГОЙ, ДОРОГОЙ, ДОРОГОЙ Альберт ... его большая любовь и привязанность дали мне чувство небесной любви и счастья, которое я никогда не надеялась почувствовать раньше! Он заключил меня в свои объятья, и мы целовали друг друга снова и снова! Его красота, его сладость и мягкость – как я могу когда-нибудь быть действительно благодарна за такого Мужа! ... Это был самый счастливый день в моей жизни!
Альберт стал важным политическим советчиком и спутником королевы, сместив лорда Мельбурна с позиции человека, имевшего на неё наибольшее влияние. Мать Виктории была выселена из дворца в Ингестр-хаус на Белгрейв-сквер. После смерти в 1840 году принцессы Августы матери Виктории были отданы Кларенс-хаус и Фрогмор-хаус. Альберт выступил посредником между матерью и дочерью, и их отношения стали постепенно улучшаться.

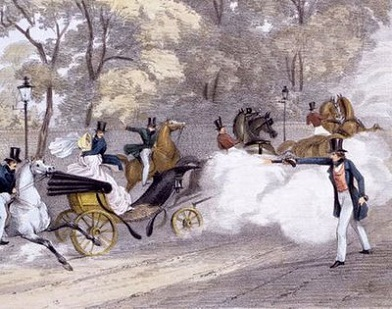
Покушение Эдварда Оксфорда на Викторию. Литография (1840)

Во время первой беременности Виктории в 1840 году, в первые месяцы после свадьбы, 18-летний Эдвард Оксфорд попытался убить её, когда она ехала с принцем Альбертом в коляске по дороге к матери. Оксфорд выстрелил дважды, но оба раза промахнулся, или, как он утверждал позже, ружьё не было заряжено. Его судили за государственную измену и признали виновным, но он был освобождён от ответственности на основании признания его невменяемым. Сразу после нападения популярность Виктории взлетела, смягчив остаточное недовольство делом Гастингс и спальным кризисом. Её дочь, также названная Виктория, родилась 21 ноября 1840 года. Королева ненавидела состояние беременности, относилась с отвращением к кормлению грудью и считала, что новорождённые дети уродливы. Несмотря на это, в следующие семнадцать лет она и Альберт имели ещё восемь детей: Эдуарда (рожд. 1841), Алису (рожд. 1843), Альфреда (рожд. 1844), Елену (рожд. 1846), Луизу (рожд. 1848), Артура (рожд. 1850), Леопольда (рожд. 1853) и Беатрис (рожд. 1857).
Хозяйством Виктории управляла её гувернантка Луиза Лецен из Ганновера. Лецен имела серьёзное влияние на Викторию и поддерживала её чувства против кенсингтонской системы. Альберт, однако, думал, что Лецен некомпетентна, и её бесхозяйственность ставит под угрозу здоровье его дочери. После яростного скандала по этому вопросу между Викторией и Альбертом Лецен отправили на пенсию, и близкие отношения Виктории с ней закончились.

## 1842—1860

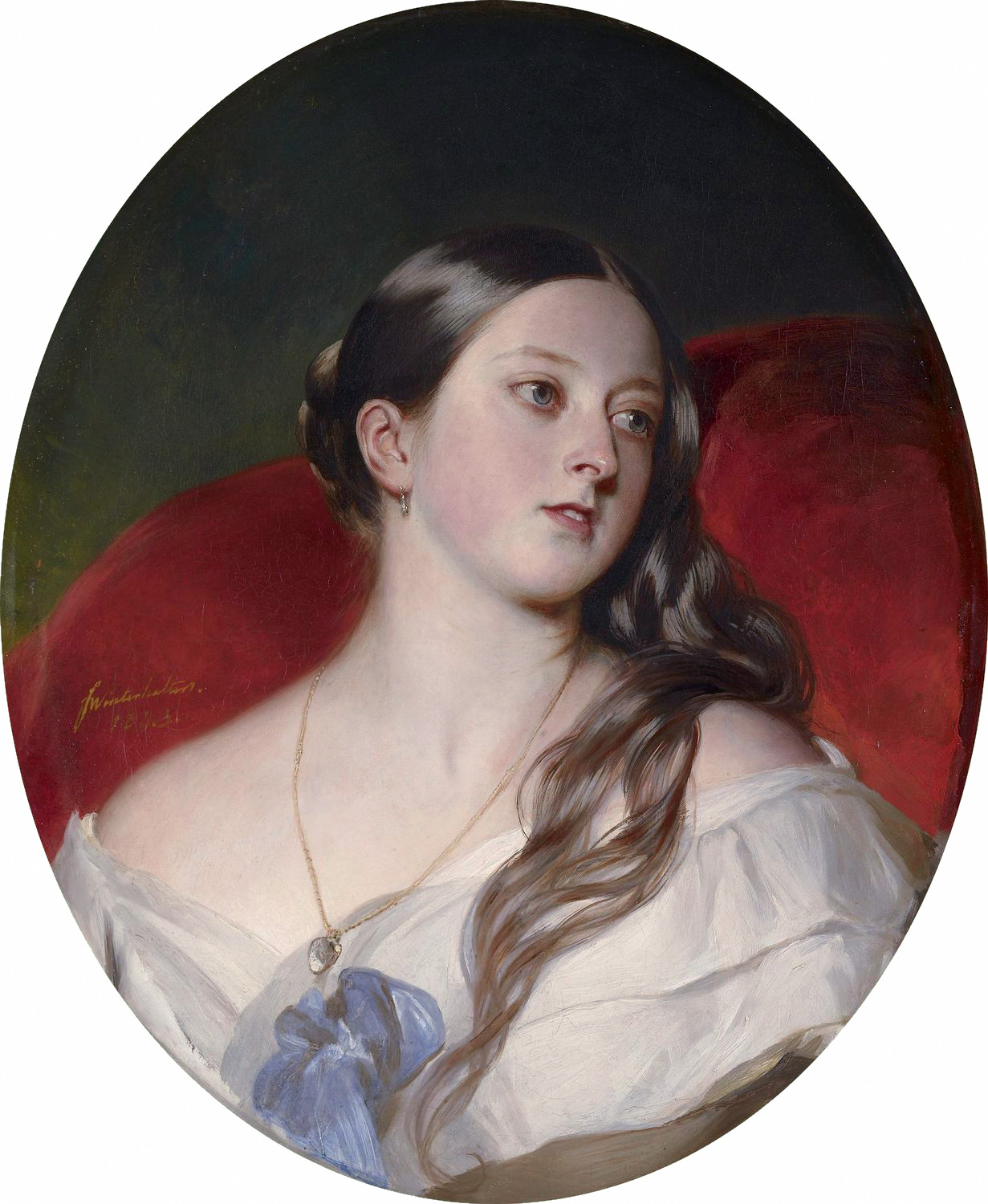
Франц Ксавер Винтерхальтер. Портрет королевы Виктории (1843)

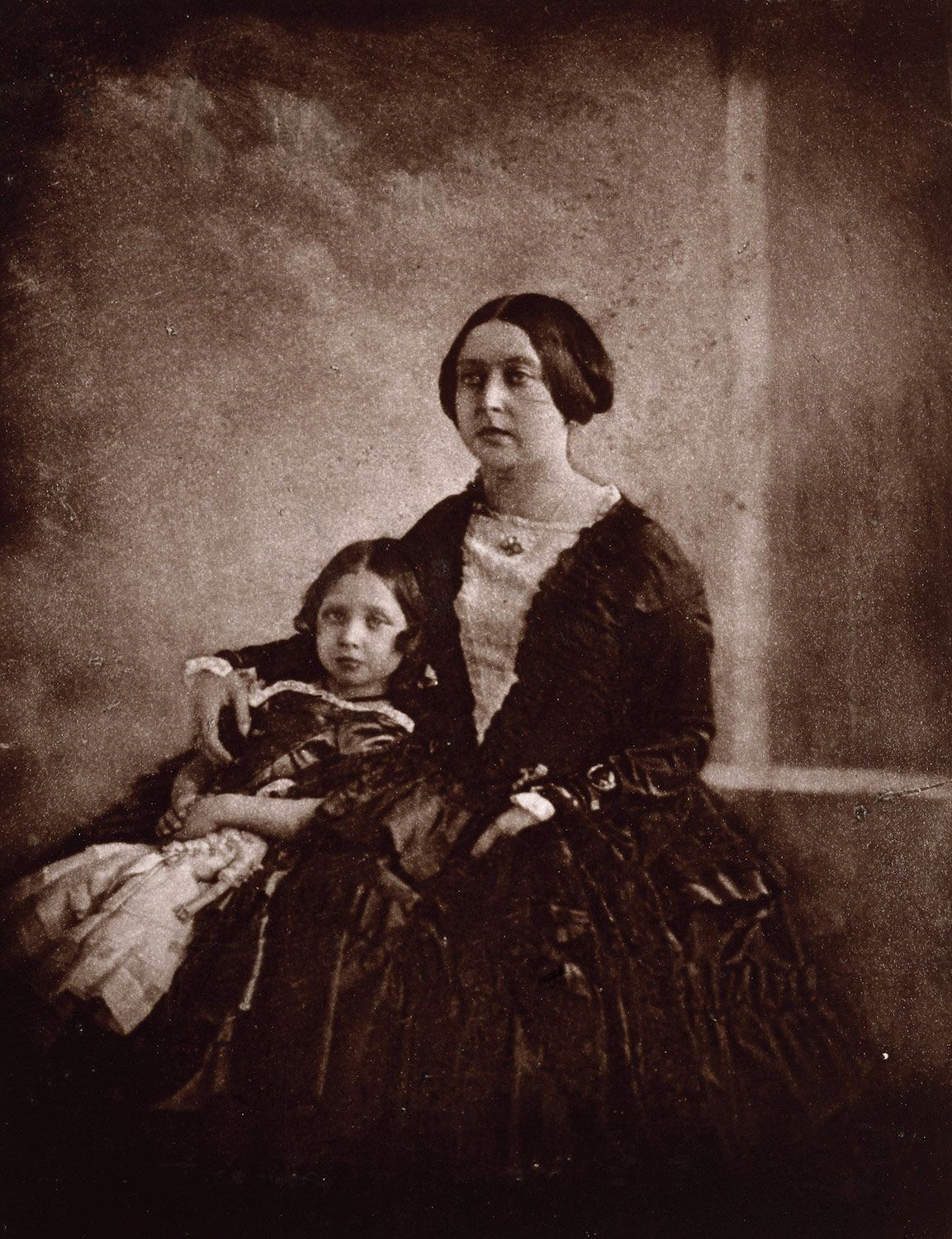
Самая ранняя из известных фотографий Виктории, на которой она со своей старшей дочерью, около 1845 года

29 мая 1842 года Виктория ехала в экипаже вдоль улицы Мэлл, когда Джон Фрэнсис направил на неё пистолет, но тот не сработал; преступник скрылся. На следующий день Виктория поехала по тому же пути, хотя быстрее и с большим сопровождением: это была попытка провокации Фрэнсиса на вторую попытку, чтобы его в этот момент поймать. Как и ожидалось, Фрэнсис выстрелил в королеву снова, но был пойман переодетыми полицейскими и отправлен под суд за государственную измену. 3 июля, через два дня после того, как смертный приговор Фрэнсису заменили на пожизненную каторгу, Джон Уильям Бин также попытался выстрелить в королеву из пистолета, который, однако, был заряжен бумагой и табаком. Эдвард Оксфорд считал, что на эту попытку Бина вдохновило его оправдание в 1840 году. Бина приговорили к 18-месячному тюремному заключению. В подобном нападении 1849 года безработный ирландец Уильям Гамильтон выстрелил в Викторию, когда она ехала по Конститьюшн-хилл. В 1850 году королева получила травму, когда на неё напал возможно безумный экс-офицер Роберт Пэйт. Когда Виктория ехала в экипаже, Пэйт ударил её тростью — сломалась шляпка, а на лбу Виктории остались синяки. Гамильтон и Пэйт были приговорены к семилетней каторге.
В начальные годы правления Виктории поддержка Мельбурна в палате общин ослабла, и на всеобщих выборах 1841 года виги были побеждены. Пиль стал премьер-министром, и фрейлины, связанные с вигами, были заменены.
В 1845 году Ирландию поразил фитофтороз. За следующие четыре года более миллиона ирландцев умерло и ещё миллион эмигрировал (эти события известны как «Великий голод»). В Ирландии Викторию называли «Королевой голода». Она лично пожертвовала £2000 на помощь голодающим — больше, чем любое другое частное лицо.
К 1846 году наступил кризис министерства Пиля, во многом связанный с отменой хлебных законов. Многие тори — тогда уже известные как консерваторы — выступали против отмены, которую поддерживали Пиль, некоторые тори («пилиты»), большинство вигов и Виктория. Пиль ушёл в отставку в 1846 году, когда эти законы только отменили, и его место занял Джон Рассел.
| Премьер-министры Великобритании при Виктории |                                                |
| Год                                          | Премьер-министр (партия)                       |
| 1835                                         | Уильям Лэм, виконт Мельбурн (виги)             |
| 1841                                         | Роберт Пиль (консерваторы)                     |
| 1846                                         | Джон Рассел (В)                                |
| 1852 (фев.)                                  | Эдуард Смит-Стэнли, граф Дерби (К)             |
| 1852 (дек.)                                  | Джордж Гамильтон-Гордон, граф Абердин (пилиты) |
| 1855                                         | Генри Темпл, виконт Палмерстон (либералы)      |
| 1858                                         | граф Дерби (К)                                 |
| 1859                                         | виконт Палмерстон (Л)                          |
| 1865                                         | граф Рассел (Л)                                |
| 1866                                         | граф Дерби (К)                                 |
| 1868 (фев.)                                  | Бенджамин Дизраэли (К)                         |
| 1868 (дек.)                                  | Уильям Гладстон (Л)                            |
| 1874                                         | Бенджамин Дизраэли(К)                          |
| 1880                                         | Уильям Гладстон(Л)                             |
| 1885                                         | Роберт Солсбери, маркиз Солсбери (К)           |
| 1886 (фев.)                                  | Уильям Гладстон (Л)                            |
| 1886 (июль)                                  | маркиз Солсбери (К)                            |
| 1892                                         | Уильям Гладстон(Л)                             |
| 1894                                         | Арчибальд Примроуз, граф Розбери (Л)           |
| 1895                                         | маркиз Солсбери (К)                            |

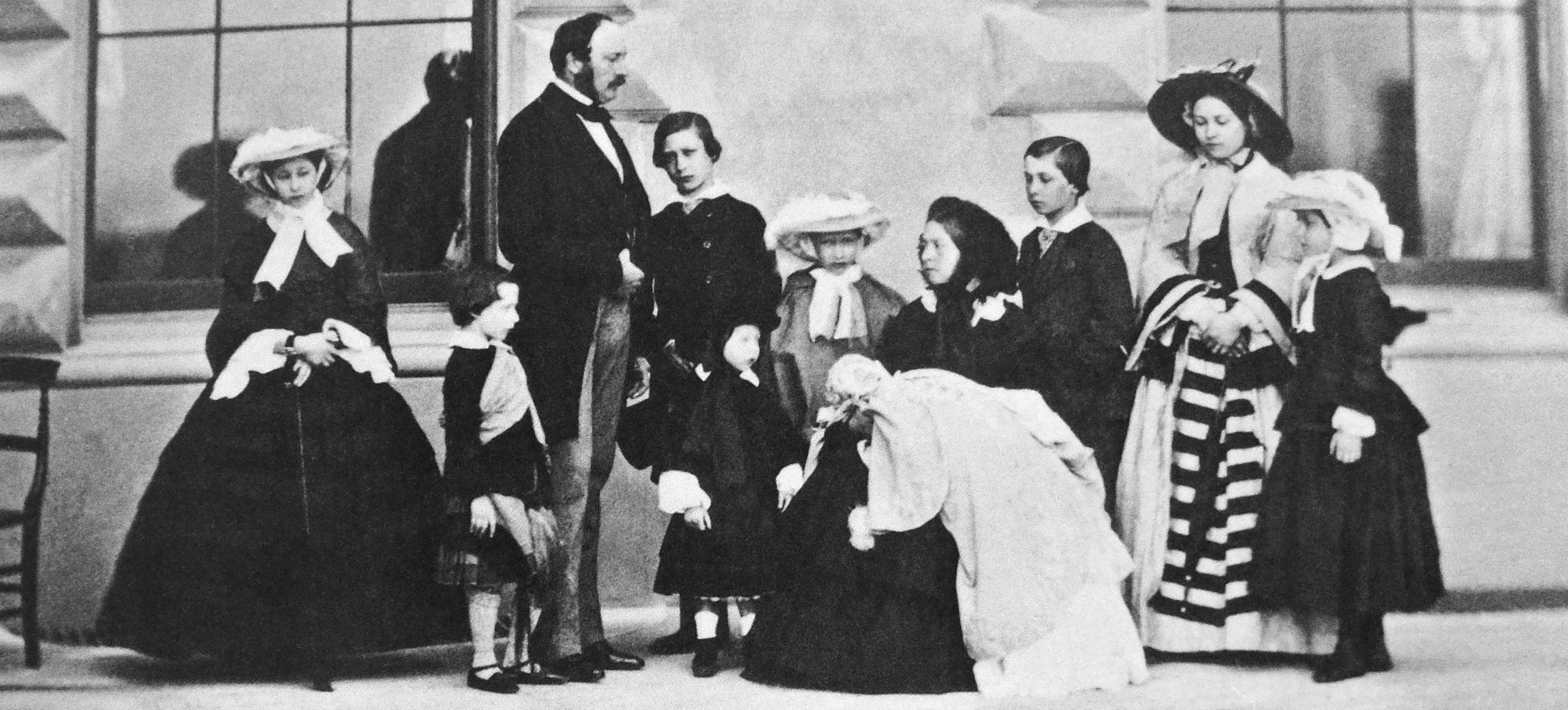
Альберт, Виктория и их девять детей, 1857 год. Слева направо: Алиса, Артур, Альберт, Эдуард, Леопольд, Луиза, Виктория с Беатрис, Альфред, Виктория и Елена

Что касается международных отношений, то Виктория интересовалась улучшением отношений между Великобританией и Францией. Она приняла у себя некоторых членов Орлеанского дома, связанного с Кобургами через браки, а также отправила к ним несколько членов британской королевской семьи. В 1843 и 1845 годах она и Альберт побывали в гостях у Луи-Филиппа I во дворце в Э в Нормандии; она стала первым монархом Великобритании (Англии), посетившим французского короля со времени встреч в 1520 и в 1532 годах Генриха VIII и Франциска I на «Поле золотой парчи» и в Булони, при заключении Калезского договора. В следующем 1844 году Луи-Филипп сделал ответную поездку и стал первым французским королём, посетившим британского монарха. В 1848 году во Франции произошла революция, и свергнутый Луи-Филипп бежал в Англию. На волне революций Виктория и её семья покинули Лондон, для большей безопасности перебравшись в Осборн-хаус, частное поместье на острове Уайт, которое они приобрели в 1845 году и перестроили. Демонстрации чартистов и ирландских националистов не получили широкой поддержки, и период прошёл без особых волнений. Первый визит Виктории в Ирландию в 1849 году прошёл успешно, но не имел длительного влияния на развитие ирландского национализма.

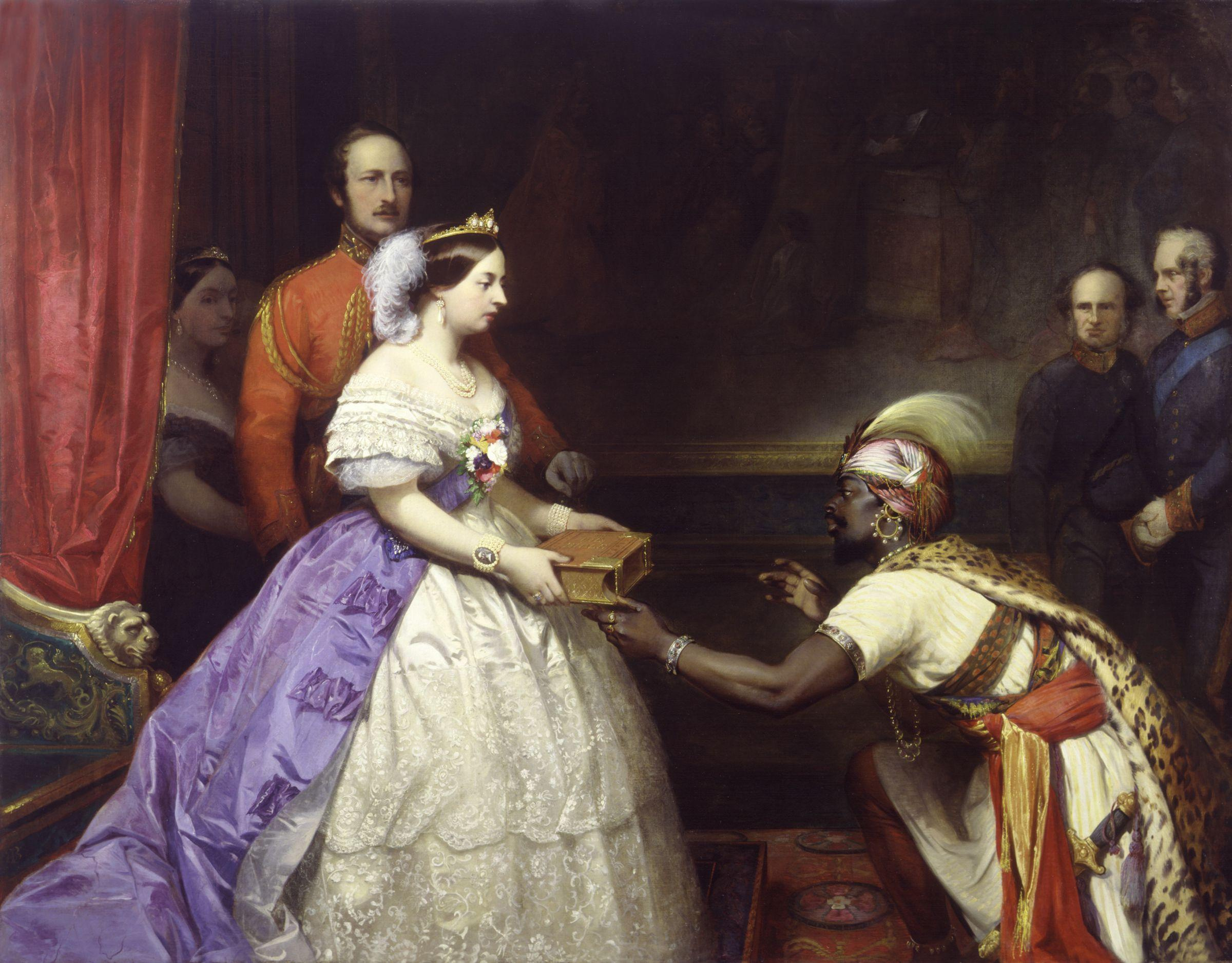
Томас Дж. Баркер. «Секрет британского величия» (1863)

Хотя министерство Рассела состояло из вигов, королеве оно не нравилось. Она была особенно недовольна министром иностранных дел лордом Палмерстоном, который часто действовал без обсуждения с кабинетом, премьер-министром или королевой. Виктория жаловалась Расселу, что Палмерстон посылает официальные депеши руководителям иных государств без её ведома, но Палмерстон остался на должности и продолжил действовать как хотел, несмотря на её повторяющиеся протесты. Палмерстон был уволен только в 1851 году, после того как заявил об одобрении британским правительством переворота Луи-Наполеона Бонапарта во Франции, предварительно не обсудив это с премьер-министром. Когда президент Бонапарт стал императором Наполеоном III, правительство Рассела уже сменилось недолго прожившим кабинетом графа Дерби.
В 1853 году у Виктории родился восьмой ребёнок Леопольд, причём при родах использовалось новое обезболивающее — хлороформ. Виктория была так впечатлена спасением, которое он давал от боли при родах, что использовала его снова в 1857 году при рождении её девятого и последнего ребёнка Беатрисы, несмотря на несогласие духовных лиц, которые считали, что это противоречит библейскому учению, и медиков, по чьему мнению это могло быть опасным. После многих беременностей Виктория могла страдать постнатальной депрессией. Альберт в письмах к Виктории жаловался на то, что она теряет самоконтроль. К примеру, спустя месяц после рождения Леопольда Альберт писал Виктории о её «продолжении истерик» по поводу «жалкой ерунды».

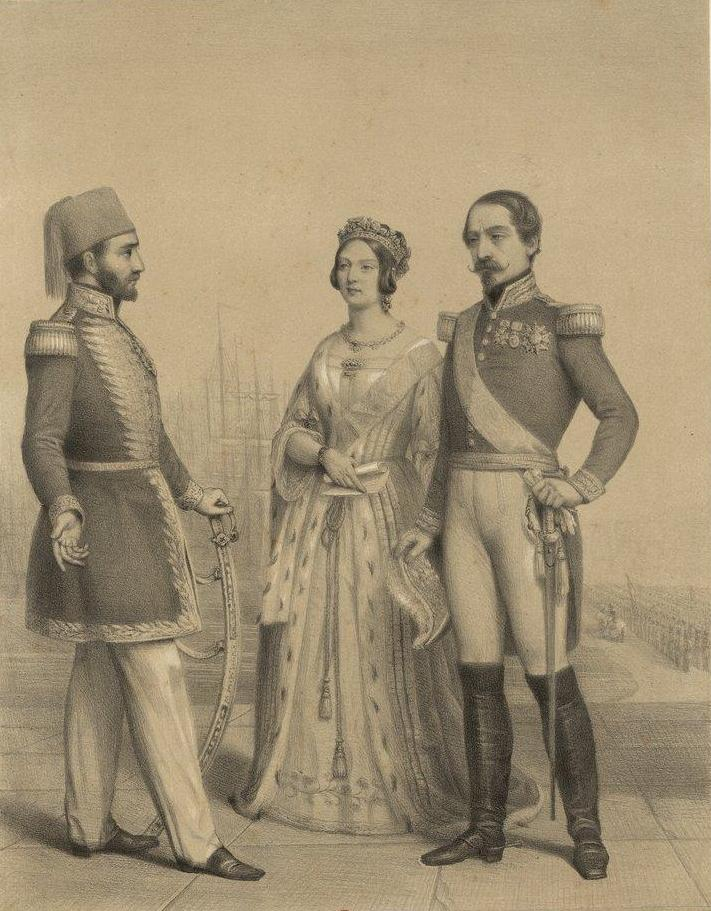
Союзники: Абдул-Меджид I, султан Османской империи, королева Виктория и президент Франции Луи-Наполеон Бонапарт

В начале 1855 года правительство лорда Абердина, сменившего Дерби, было распущено из-за обвинений в плохом управлении британскими войсками, участвовавшими в Крымской войне. Виктория приказала собрать новый кабинет Дерби и Расселу, но ни один не имел достаточной поддержки, и ей пришлось отдать должность премьер-министра Палмерстону.
Наполеон III, ближайший союзник Великобритании в Крымской войне, посетил Лондон в апреле 1855 года, и 17—28 августа того же года Виктория и Альберт нанесли ответный визит. Наполеон III встретил чету в Дюнкерке и сопровождал до Парижа. Они посетили всемирную выставку (преемницу Великой выставки 1851 года — детища Альберта) и гробницу Наполеона I в Доме инвалидов (куда прах был перенесён только в 1840 году), а также стали почётными гостями на балу в Версале.
14 января 1858 года итальянский революционер Орсини попытался убить Наполеона III с помощью бомбы, сделанной в Англии. Последовавший дипломатический кризис привёл к проблемам в правительстве, и Палмерстон подал в отставку. Премьер-министром снова стал Дерби. 5 августа 1858 года Виктория и Альберт приняли участие в открытии нового бассейна французского военного порта в Шербуре. Наполеон пригласил чету, чтобы убедить её, что военные приготовления никак не угрожают Великобритании. По возвращении Виктория сделала Дерби выговор за плохое состояние королевского флота по сравнению с французским. Правление Дерби было недолгим — в июне 1859 года Виктория призвала Палмерстона обратно на службу.
Через 11 дней после покушения Орсини старшая дочь Виктории вышла замуж за принца прусского Фридриха Вильгельма. Свадьба прошла в Лондоне. Помолвка состоялась ещё в сентябре 1855 года, когда принцессе Виктории было 14 лет; королева и принц Альберт отложили свадьбу до тех пор, пока невесте не исполнится 17. Чета надеялась, что их дочь и зять окажут влияние в либеральном духе на растущую Пруссию. Почти ровно через год у принцессы Виктории родился сын Вильгельм, первый внук королевы Виктории.

## Вдовство

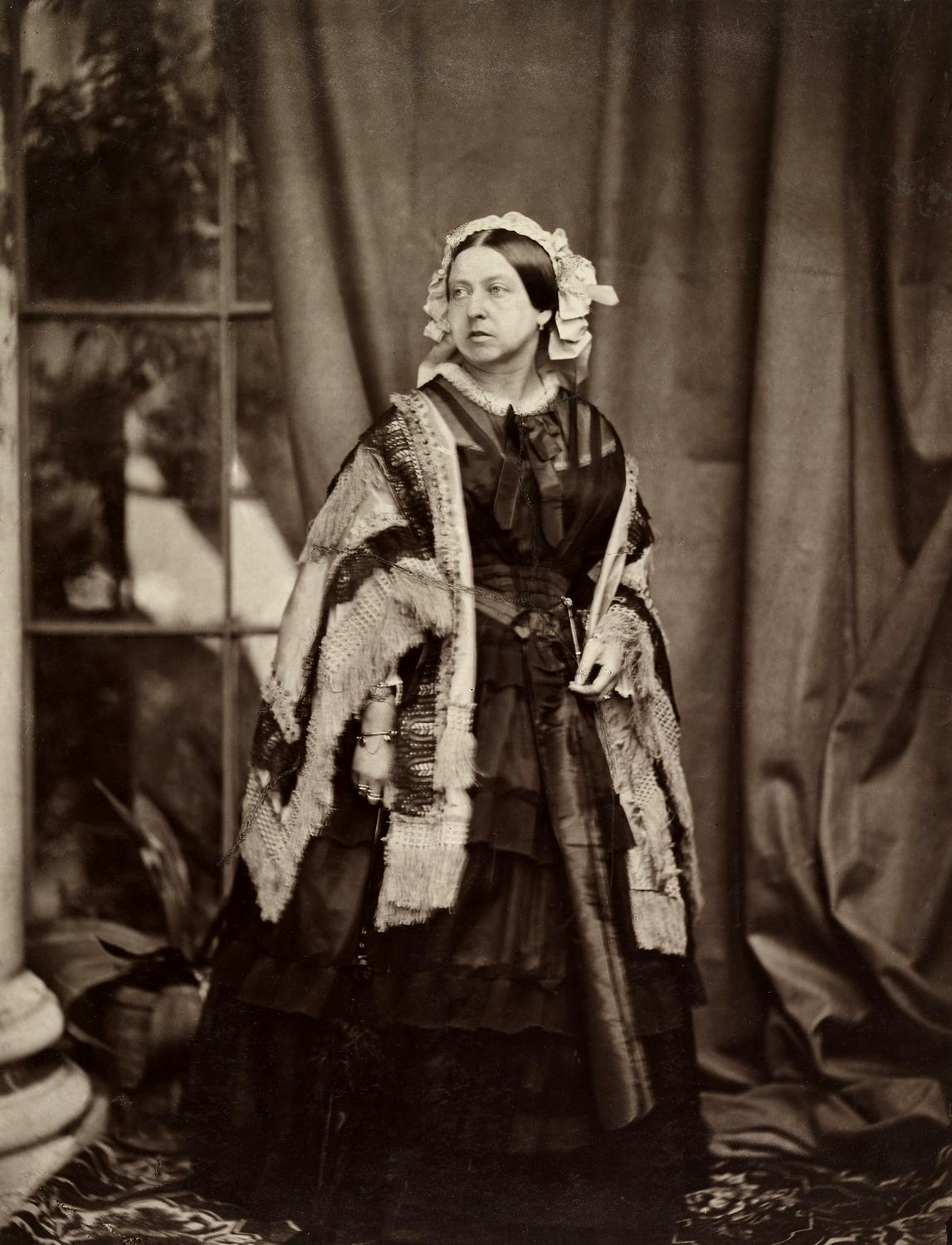
Виктория на фотографии Джона Мэйолла, 1860 год

В марте 1861 года умерла мать Виктории, причём дочь находилась у смертного одра. Ознакомившись с бумагами матери, Виктория узнала, что мать глубоко любила её; она очень расстроилась и обвинила Конроя и Лецен в том, что они испортили её отношения с матерью. Чтобы облегчить глубокую скорбь жены, Альберт взял на себя её основные обязанности, несмотря на обострение хронической болезни желудка. В августе Виктория и Альберт посетили сына принца Уэльского, который руководил манёврами армии недалеко от Дублина, и несколько дней провели в Килларни. В ноябре Альберт узнал сплетню о том, что его сын спал с ирландской актрисой. Потрясённый Альберт поехал в Кембридж, где сын учился, чтобы разобраться с этим. К началу декабря состояние Альберта серьёзно ухудшилось. Уильям Дженнер поставил ему диагноз брюшной тиф, от которого Альберт и умер 14 декабря 1861 года. Эта смерть опустошила Викторию. Она говорила, что муж умер из-за беспокойства по поводу романа принца Уэльского. Он был «убит этим ужасным делом», — сказала она. Она пребывала в трауре и носила чёрное платье до конца жизни. После смерти мужа она редко появлялась на публике и вела относительно уединённый образ жизни, почти не бывая в Лондоне. Из-за этого в народе её прозвали «виндзорская вдова».
Из-за самоизоляции Виктории от общественности популярность монархии снизилась и, напротив, усилилось республиканское движение. Она занималась официальными правительственными обязанностями, но предпочитала оставаться в уединении в королевских резиденциях — Виндзорском замке, Осборн-хаус и замке Балморал, частном поместье в Шотландии, которое Альберт и Виктория приобрели в 1847 году. Её дядя Леопольд советовал ей появляться на публике чаще. Она согласилась посетить сады Королевского садоводческого общества в Кенсингтоне и проехать через Лондон в открытом экипаже.

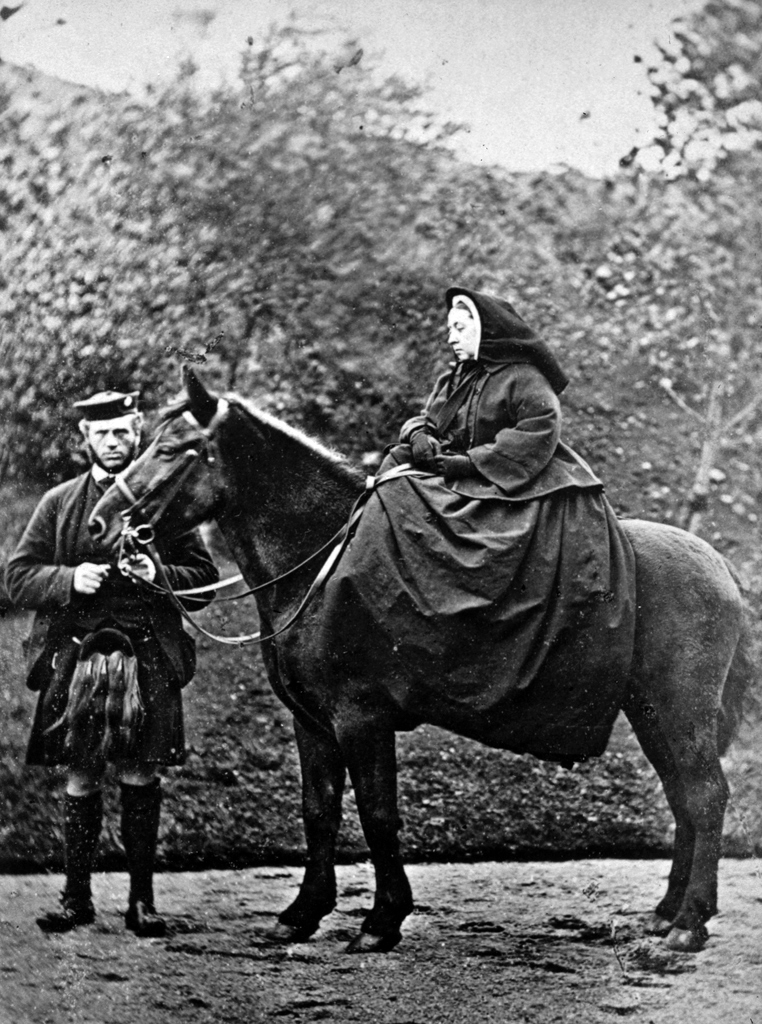
Виктория и Джон Браун в Балморале, 1863 год. Фото Джорджа Уилсона

В 1860-х годах Виктория сблизилась с шотландским слугой Джоном Брауном. В печати появились клеветнические слухи о романтических отношениях и даже тайной свадьбе между ними, и у королевы появилось ещё одно прозвище — «миссис Браун». История их отношений легла в основу фильма 1997 года «Миссис Браун». В Королевской академии была выставлена картина Эдвина Ларсина, на которой Виктория была изображена вместе с Брауном, и Виктория опубликовала книгу «Страницы из журнала нашей жизни в горной Шотландии» (англ. Leaves from the Journal of Our Life in the Highlands), в которой заметная роль отведена Брауну, причём королева высоко оценила его в книге.
В 1865 году умер Палмерстон, и после короткого периода, когда правительство возглавлял Рассел, к власти вновь пришёл Дерби. В 1866 году Виктория первый раз после смерти Альберта приняла участие в церемонии открытия парламента. В следующем году она поддержала проведение парламентской реформы, которая удвоила количество избирателей, так как многие городские рабочие получили право голоса. Виктория не поддерживала идеи дать право голоса женщинам. В 1868 году Дерби ушёл в отставку, и его сменил очаровавший Викторию Бенджамин Дизраэли. «Все любят лесть, — сказал он, — королям надо льстить по-королевски». Правительство Дизраэли просуществовало несколько месяцев, и в конце года премьер-министром стал его соперник из либералов Уильям Гладстон. Поведение Гладстона Виктория находила куда менее привлекательным; она, как предполагается, жаловалась, что он говорил с ней, как с «общественным собранием, а не с женщиной».
Установление в 1870 году Третьей французской республики подогрело республиканские настроения, питаемые и уединением королевы. На Трафальгарской площади прошёл митинг с требованием ухода Виктории, против неё выступили и радикальные депутаты. В августе и сентябре 1871 года она страдала от тяжёлого нарыва на руке, который Джозеф Листер успешно вылечил с помощью нового антисептика, карболовой кислоты. В конце ноября 1871 года, на пике республиканского движения, принц Уэльский подхватил брюшной тиф, болезнь, от которой, как полагали, умер его отец, и Виктория боялась, что она убьёт и сына. Приближалась десятая годовщина смерти её мужа, а состояние сына не становилось лучше, и Виктория пребывала в депрессии. Ко всеобщему ликованию, он выздоровел. Мать и сын провели парад через Лондон и посетили благодарственную службу в соборе Святого Павла 27 февраля 1872 года, и республиканские настроения улеглись.
Через два дня после службы, в последний день февраля 1872 года, семнадцатилетний Артур О’Коннор (правнук ирландского политика Фергюса О’Коннора) махнул незаряженным пистолетом в сторону открытого экипажа Виктории, в котором она подъехала к Букингемскому дворцу. Присутствовавший Браун схватил его, и О’Коннора приговорили к 12 месяцам тюремного заключения. Происшествие послужило восстановлению популярности Виктории.

## Императрица Индии

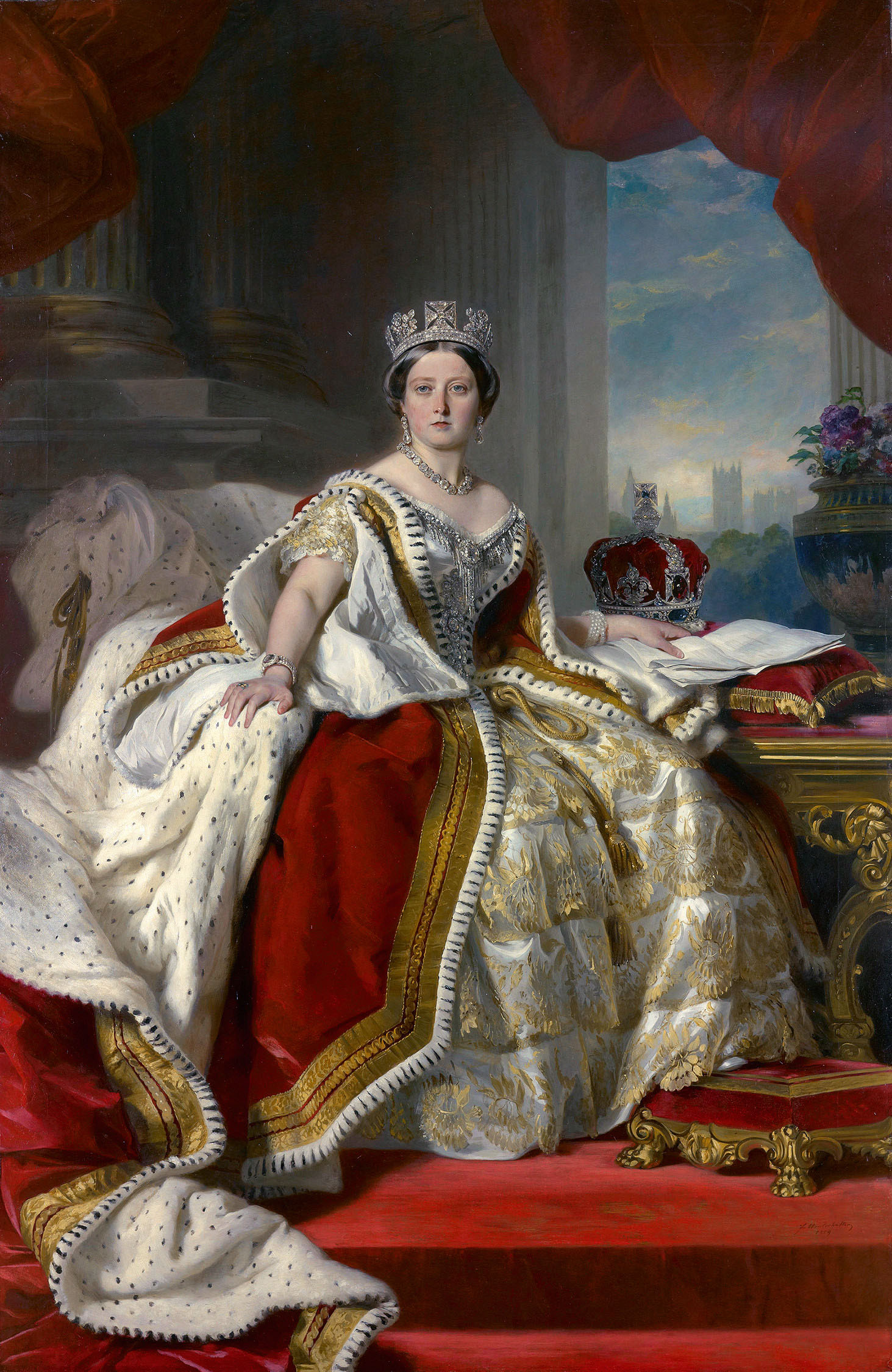
Франц Ксавер Винтерхальтер. Королева Виктория (1859). Портрет из Королевского Собрания Искусства

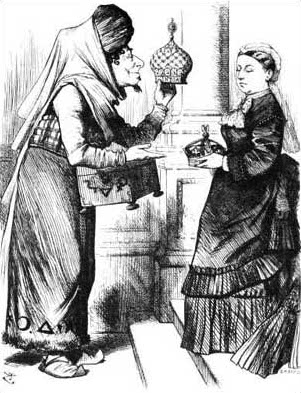
«Новая корона к старым!» Карикатура 1876 года в «Панче»: Дизраели предлагает Виктории корону Индии взамен старой

После восстания сипаев Британская Ост-Индская компания, которая правила большей частью Индии, прекратила существование, и имущество и протектораты Британии на Индийском субконтиненте официально стали частью Британской империи. У королевы была относительно сбалансированная точка зрения на конфликт, и она осуждала зверства с обеих сторон. Она писала о «её чувствах ужаса и сожаления в результате этой кровавой гражданской войны» и настаивала, при поддержке Альберта, что официальная прокламация о передаче власти от компании к государству «должна дышать чувством великодушия, доброжелательности и религиозной терпимости». По её воле место, угрожающее «подрывом коренных религий и обычаев», было заменено на пассаж с гарантией свободы вероисповедания.
После выборов 1874 года к власти снова пришёл Дизраэли. Он издал «Акт о публичных богослужениях (1874)», которым из англиканского богослужения удалялись католические ритуалы и которому Виктория оказала большую поддержку. Ей больше нравились короткие, простые службы, и лично себя она считала ближе к пресвитерианской церкви Шотландии, чем к епископальной церкви Англии. Также Дизраэли заставил парламент принять «Акт о королевских титулах (1876)», так что с 1 мая 1876 года Виктория стала именоваться «императрицей Индии». Новый титул был провозглашён на Делийском дарбаре 1 января 1877 года.
14 декабря 1878 года, в годовщину смерти Альберта, вторая дочь Виктории Алиса, жена Людвига Гессенского, умерла в Дармштадте от дифтерии. Виктория отметила, что совпадение дат «почти невероятно и наиболее таинственно». В мае 1879 года она стала прабабушкой (после рождения Феодоры Саксен-Мейнингенской) и отпраздновала 60-летие.
Между апрелем 1877 и февралём 1878 года она пять раз угрожала отречься от престола, пытаясь надавить на Дизраэли, чтобы тот действовал против России в Русско-турецкой войне, но её угрозы не повлияли ни на события, ни на их итоги после Берлинского конгресса. Виктория поддерживала экспансионистскую политику Дизраэли, которая привела к таким конфликтам, как англо-зулусская война и вторая англо-афганская война. «Если мы хотим сохранить нашу позицию как первоклассной Державы, — писала она, — мы должны … быть Готовы к атакам и войнам, так или иначе, ПОСТОЯННО». Виктория считала, что экспансия Британской империи цивилизованнаи несёт добро, защищая местное население от более агрессивных властей или жестоких правителей: «Не в наших обычаях аннексировать страны, если мы не обязаны и вынуждены сделать это». К огорчению Виктории, Дизраэли проиграл всеобщие выборы 1880 года, и премьер-министром снова стал Гладстон. Когда в следующем году Дизраэли умер, она заказала в его честь мемориальную доску.

## Последние годы

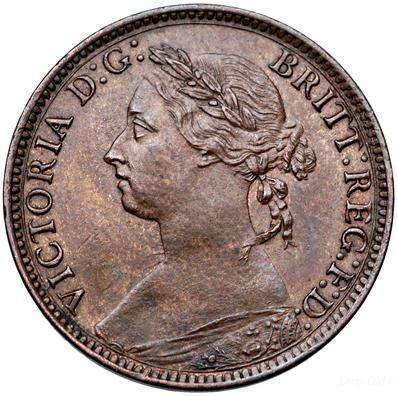
Фартинг времён Виктории, 1884 год

2 марта 1882 года поэт Родерик Маклин, видимо, обиженный тем, что королева не приняла одно из его стихотворений, выстрелил в неё, когда её экипаж покидал Виндзорскую железнодорожную станцию. Два школьника из Итонского колледжа били его зонтиками, пока его не увёл полисмен. Виктория возмутилась, когда его признали невиновным по причине невменяемости, но была рада последовавшим за нападением выражениям верности, сказав: «Ценно, когда в тебя стреляют, — можно увидеть, как сильно любят».
17 марта 1883 года она упала с лестницы в Виндзоре, после чего хромала до июля; она полностью так и не выздоровела и страдала от ревматизма до конца жизни. Через десять дней после происшествия умер Браун, и, к ужасу её личного секретаря Генри Понсонби, Виктория начала работу над хвалебной биографией покойного. Понсонби и Рэндалл Дэвидсон, декан Виндзора, которые видели ранние черновики, попытались отговорить Викторию от публикации, так как она могла вызвать слухи о любовном романе. Рукопись была уничтожена. В начале 1884 года Виктория опубликовала «Больше страниц из журнала жизни в горной Шотландии» (англ. More Leaves from a Journal of a Life in the Highlands), продолжение к ранней книге, которое она посвятила «преданному личному спутнику и верному другу Джону Брауну». На следующий день после первой годовщины смерти Брауна Виктория получила телеграмму с известием, что её младший сын Леопольд умер в Каннах. По её словам, он был «самый дорогой из моих дорогих сыновей». В следующем месяце самый младший ребёнок Виктории, дочь Беатрис, на свадьбе внучки Виктории Виктории Гессен-Дармштадтской и Людвига Баттенберга встретила и влюбилась в Генриха Баттенберга, брата жениха. Беатрис и Генри решили пожениться, но поначалу Виктория была против брака, так как хотела, чтобы Беатрис оставалась дома и помогала ей. Через год она дала согласие на свадьбу, когда Беатрис пообещала остаться жить с ней.
Виктория была рада отставке Гладстона в 1885 году. Она считала его правительство «худшим, которое у меня было» и винила его в смерти генерала Гордона в Хартуме. Гладстона сменил лорд Солсбери. Правление Солсбери продлилось лишь несколько месяцев, и Виктория была вынуждена снова призвать Гладстона, о котором писала как о «наполовину безумном и действительно во многих отношениях нелепом старике». Гладстон попытался принять билль, дающий Ирландии самоуправление, но, к радости Виктории, он не прошёл. На последующих выборах партия Гладстона проиграла Солсбери, и глава правительства снова сменился.

### Золотой юбилей
В 1887 году Британская империя отпраздновала золотой юбилей Виктории. Виктория отметила пятидесятую годовщину восшествия на престол 20 июня банкетом, на который пригласила 50 королей и принцев. На следующий день она участвовала в процессии и посетила благодарственную службу в Вестминстерском аббатстве. В это время популярность Виктории была действительно велика. 23 июня она наняла двух индийцев-мусульман на должность официантов, одного из них звали Абдул Карим. Он скоро был повышен до «мунши», то есть стал учить королеву хиндустани и выполнять обязанности клерка. Её семья и слуги были поражены и обвинили Карима в шпионаже и склонении королевы против индусов. Шталмейстер Фредерик Понсонби (сын Генри Понсонби) открыл, что Карим солгал о происхождении, и написал генерал-губернатору Индии графу Элгину: «Мунши занимает ту же позицию, что занимал Джон Браун». Виктория, однако, отклонила их претензии как основанные на расовых предрассудках. Абдул Карим служил ей до возвращения в Индию и до конца жизни получал пенсию.
Старшая дочь Виктории стала императрицей-консорт Германии в 1888 году, но через год овдовела, и внук Виктории Вильгельм стал германским императором. Надежды Виктории и Альберта на либеральную Германию с приходом Вильгельма к власти окончились. Тот верил в автократию. Виктория считала, что у него «маленькое сердце или Zartgefühl [тактичность] — и … его совесть и разум полностью искажены».
По результатам выборов 1892 года к власти вернулся Гладстон, которому было уже больше 82 лет. Виктория возразила идее Гладстона ввести в кабинет министров радикального депутата Генри Лабушера, и Гладстон согласился с ней. В 1894 году Гладстон ушёл в отставку, и Виктория назначила премьер-министром, не проконсультировавшись с предыдущим, лорда Розбери. В следующем году его сменил Солсбери, который оставался на посту премьер-министра до конца правления Виктории.

### Бриллиантовый юбилей

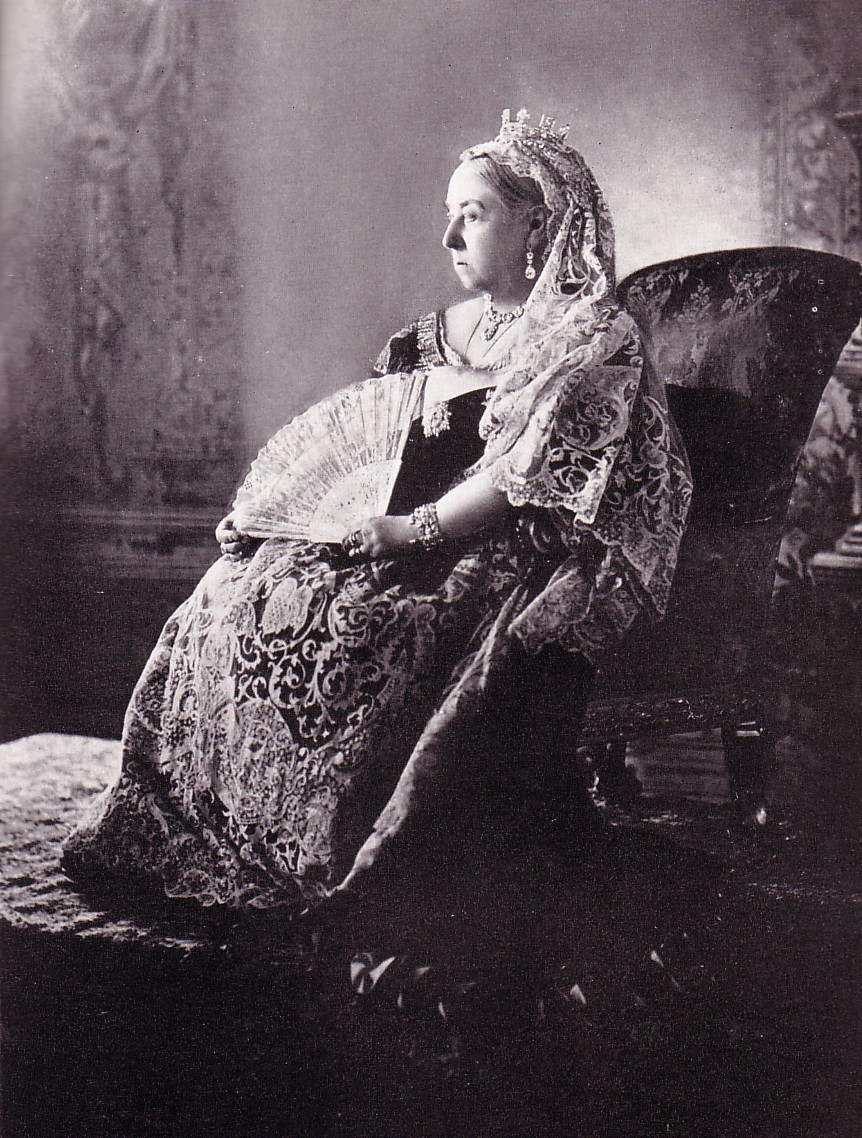
Виктория на официальном бриллиантовом юбилее

23 сентября 1896 года Виктория превзошла своего дедушку Георга III как монарха с самым продолжительным правлением в истории Англии, Шотландии и Великобритании. Королева отложила все специальные торжества до 1897 года, совместив их с бриллиантовым юбилеем, который по предложению секретаря по делам колоний Джозефа Чемберлена был превращён в фестиваль Британской империи.
Были приглашены премьер-министры всех доминионов, и в параде, посвящённом бриллиантовому юбилею королевы, приняли участие полки со всей империи. Парад остановился для службы на открытом воздухе перед собором Святого Павла, во время которой Виктория сидела в открытой коляске. Празднование было отмечено большими излияниями любви к семидесятивосьмилетней королеве.
Виктория регулярно посещала континентальную Европу. В 1889 году во время пребывания в Биаррице она пересекла границу для короткого визита и стала первым правящим монархом Великобритании, посетившим Испанию. Её ежегодная поездка во Францию в апреле 1900 года отменилась из-за непопулярности в Европе бурской войны. Вместо этого королева отправилась в Ирландию в первый раз с 1861 года, чтобы отметить вклад ирландских полков в южноафриканскую войну. В июле умер её второй сын Альфред («Аффи»); «О Боже! Мой бедный дорогой Аффи ушёл тоже», — написала она в дневнике. «Это ужасный год, ничего кроме печали и ужасов одного и другого вида».

### Смерть и наследование

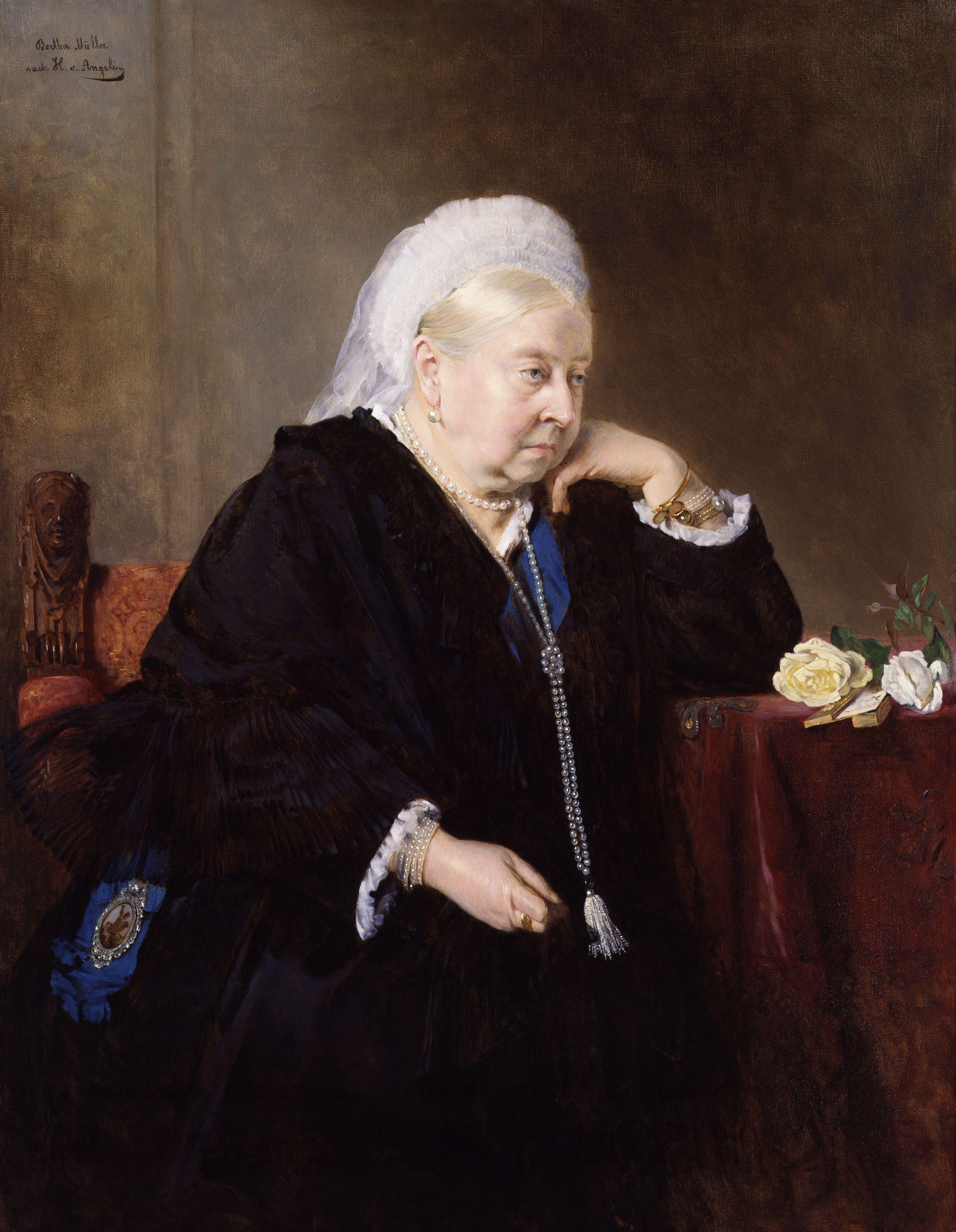
Королева Виктория в 80 лет, работа Генриха фон Ангели

По обычаю, которому она следовала со времён смерти мужа, рождество 1900 года Виктория проводила в Осборн-хаусе на острове Уайт. Она хромала из-за ревматизма и плохо видела из-за катаракты. В начале января она чувствовала себя «слабо и нехорошо», и к середине января она была «сонна … ошеломлена, запутана». Она скончалась 22 января 1901 года в половине шестого вечера, в возрасте 81 года. При её смерти присутствовали её сын и наследник Эдуард VII и её старший внук германский император Вильгельм II. Рядом также, согласно её последней просьбе, лежал её любимый питомец, померанец Турри.

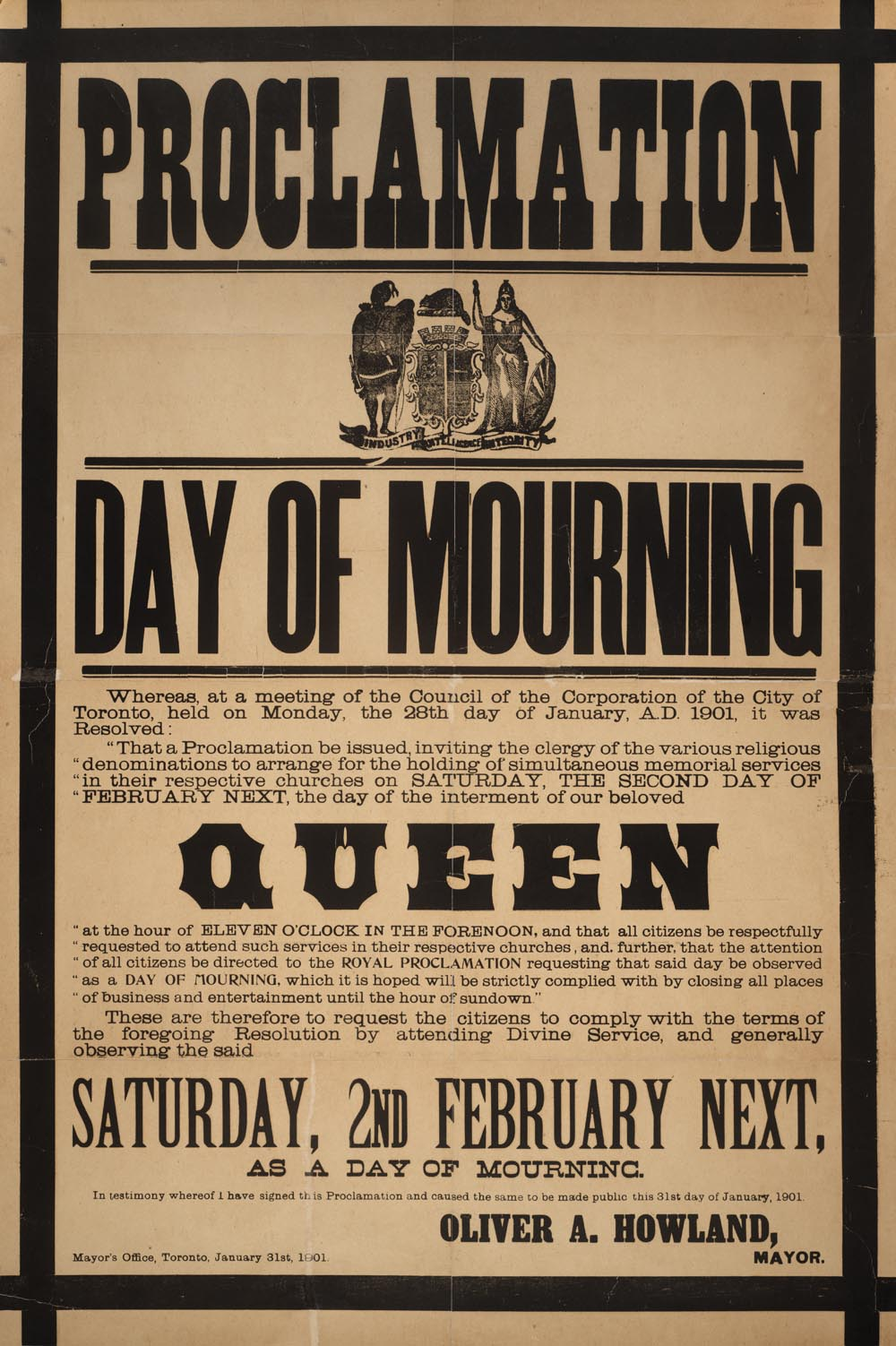
Объявление о трауре в Торонто в день похорон Виктории

В 1897 году Виктория написала инструкции к своим похоронам, которые должны были быть военными, как подобает дочери солдата и главе армии, а также вместо чёрного цвета нужно было использовать белый. 25 января Эдуард VII, кайзер и Артур, герцог Коннаутский, помогли уложить её тело в гроб. Она была одета в белое платье и свадебную вуаль. Её врач и «оформители», по её просьбе, положили в гроб множество сувениров в память о большой семье, друзьях и слугах. Рядом с ней лежал один из халатов Альберта и гипсовая повязка, которую он когда-то носил, а в левой руке она держала локон волос Джона Брауна и его изображение, которые были тщательно скрыты от взглядов семьи букетом цветов. Среди украшений было свадебное кольцо матери Джона Брауна, которое он подарил Виктории в 1883 году. Церемония похорон прошла 2 февраля в капелле святого Георгия, и через два дня её захоронили рядом с Альбертом в Фрогморском мавзолее Большого Виндзорского парка.
Её правление продлилось 63 года, семь месяцев и два дня. Дольше неё царствовала только британская королева Елизавета II. Она была последним монархом Великобритании из Ганноверской династии. Её сын и наследник Эдуард VII принадлежал к Саксен-Кобург-Готской династии по отцу.

## Наследие и память

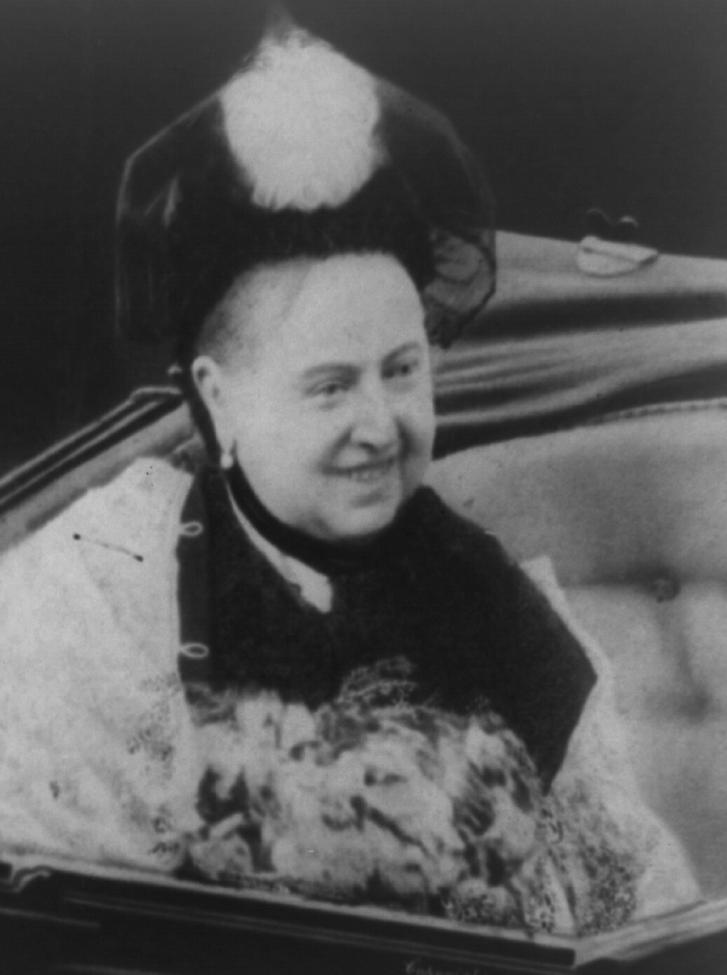
Викторию что-то позабавило.
Замечание «Нас [это] не забавляет» приписывается ей, но нет прямых доказательств того, что она когда-либо произносила данную фразу. Её слуги и семья писали, что Виктория была «позабавлена и покатилась со смеху» по многим случаям.

Согласно одному из её биографов, Джайлсу Сент-Обину, Виктория записывала в день примерно 2500 слов. С июля 1832 года до самой смерти она вела подробный дневник, причём за всё это время набралось 122 тома. Виктория назначила свою младшую дочь Беатрис литературным душеприказчиком. После смерти Виктории, Беатрис сама переписывала и редактировала дневники, в процессе сжигая оригиналы. Несмотря на это, большая часть дневников всё ещё существует. Кроме отредактированного варианта Беатрис, существуют также переписанные до уничтожения лордом Ишером тома с 1832 по 1861 год. Часть обширной переписки Виктории была опубликована в различных изданиях под редакцией, среди прочих, Артура Бенсона, Гектора Болито, Джорджа Бакла, лорда Эшера, Роджера Фулфорда и Ричарда Хью.
Внешне Виктория не производила впечатления — она была толста и не больше 150 сантиметров ростом, но преуспела в создании грандиозного образа вокруг себя. В первые годы после смерти мужа она была непопулярна в стране, но пользовалась большой любовью народа в 1880-х и 1890-х годах, когда воплощала империю в великодушной матриархальной фигуре. Только после публикации её дневника и писем широкой публике стал известен небольшой масштаб её политического влияния. Появились биографии Виктории, основанные на этих первичных источниках, например, книга 1921 года «Королева Виктория» Литтона Стрейчи, которые сейчас считаются, по большей части, устаревшими. Биографии за авторством Элизабет Лонгфорд и Сесила Вудхэм-Смита, изданные в 1964 и 1972 годах соответственно, всё ещё пользуются известностью и авторитетом. Эти авторы, как и другие, заключают, что Виктория была эмоциональным, упорным, честным и прямолинейным человеком.
В правление Виктории продолжился постепенный переход правительства к современной системе конституционной монархии. Реформы избирательной системы увеличили влияние Палаты общин и, напротив, уменьшили силу Палаты лордов и монарха. В 1867 году Уолтер Бэджет написал, что монарх сохранил только «право советовать, право воодушевлять и право предостерегать». При Виктории монархия стала играть более символическую, нежели политическую роль, Виктория уделяла большое внимание морали и семейным ценностям, в отличие от предыдущих членов Ганноверской династии, сексуальные, финансовые и личные скандалы вокруг которых дискредитировали монархию. Установилась идея «семейной монархии», за которой пошёл бы средний класс.

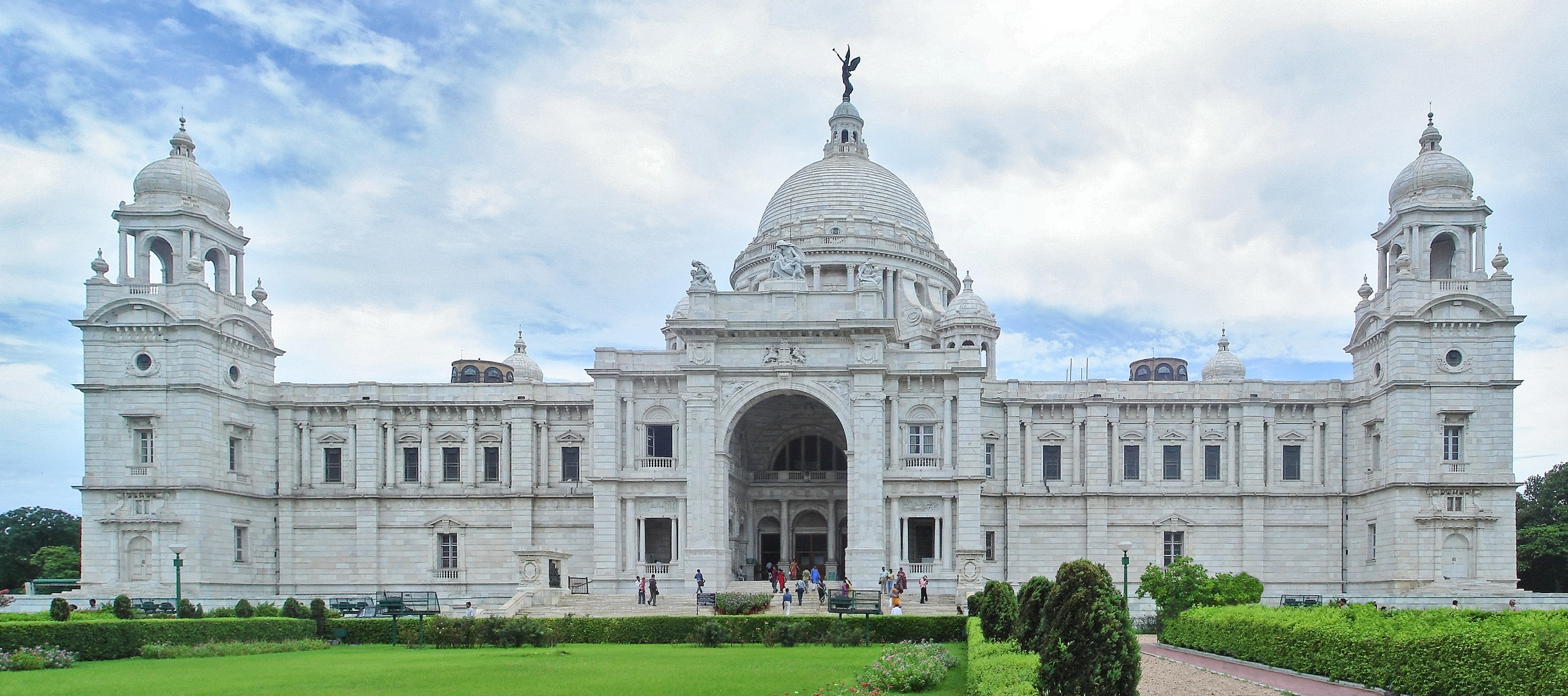
Мемориал Виктории в Калькутте

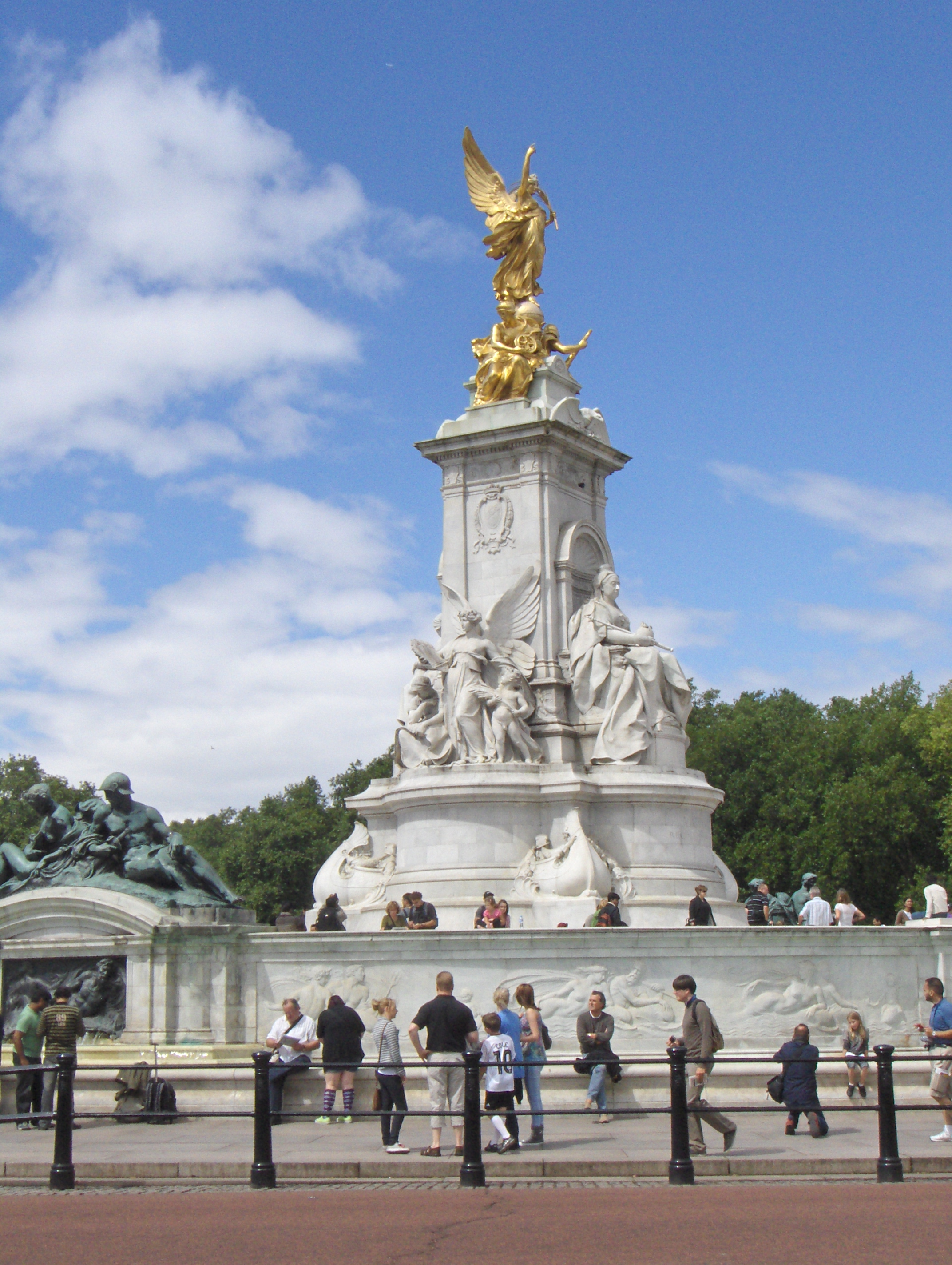
Мемориал Виктории перед Букингемским дворцом

Из-за связей с королевскими семьями Европы Викторию прозвали «бабушкой Европы». У Виктории и Альберта было 42 внука, 34 из которых дожили до взрослых лет. Среди их потомков Елизавета II, Филипп, герцог Эдинбургский, Харальд V, Карл XVI Густав, Маргрете II, Хуан Карлос I и королева Испании София.
Младший сын Виктории Леопольд болел гемофилией B, и две из её пяти дочерей, Алиса и Беатриса, были носителями. Среди потомков Виктории, страдавших от гемофилии, её правнуки российский царевич Алексей, Альфонсо, принц Астурийский, и Гонсало, испанский инфант. Тот факт, что потомки Виктории страдали от этого заболевания, а предки — нет, вызвал в современности идеи, что герцог Кентский не был отцом Виктории, а вот её настоящий отец был гемофилом. Нет никаких документальных доказательств того, что мать Виктории имела связь с гемофилом, и, так как мужчины — носители гемофилии всегда болеют ею, то если бы этот мужчина существовал, он был бы серьёзно болен. Более вероятно, что мутация прошла спонтанно, так как гемофилия часто возникает у детей отцов старшего возраста, а отцу Виктории на момент зачатия было больше 50 лет. Около 30 % случаев заболевания возникли в результате случайной мутации.
Места и памятники, посвящённые ей, есть по всему миру, особенно в странах Содружества. В честь Виктории названы, в частности, столица Сейшельских островов, самое большое озеро Африки, водопад Виктория, столицы Британской Колумбии (Виктория) и Саскачевана (Реджайна), а также два штата Австралии (Виктория и Квинсленд). В её честь Викторией также названа самая крупная в мире кувшинка — виктория амазонская (виктория-регия), найденная в Британской Гвиане немецким ботаником на английской службе Р. Г. Шомбургом.
В 1856 году появился крест Виктории, которым награждались отличившиеся в Крымской войне. Орден остаётся высшей военной наградой в Великобритании, Канаде, Австралии и Новой Зеландии. День Виктории — государственный праздник в Канаде и праздничный день в некоторых районах Шотландии, который отмечают в последний понедельник перед или в 24 мая (день рождения Виктории).

### В искусстве

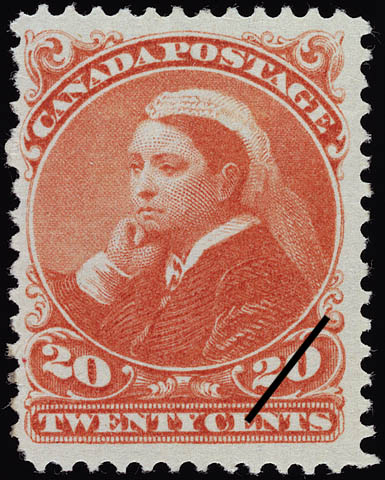
Виктория на почтовой марке британского доминиона Канада, 1893

- «Молодые годы королевы» (1954), художественный фильм австрийского производства, режиссёр Эрнст Маришка. В роли Виктории Роми Шнайдер.
- «Миссис Браун» (1997) — британский художественный фильм, повествующий о периоде вдовства королевы Виктории. Джуди Денч за роль Виктории была номинирована на «Оскар».
- «Виктория и Альберт» (2001) — англо-американский телесериал о жизни королевы Виктории и принца-консорта Альберта. В роли Виктории — Виктория Хемилтон.
- Лондонская сфера моды назвала галстучные узлы «Виктория» и «Альберт» в честь британской четы.
- «Молодая Виктория» (2009) — художественный фильм англо-американского производства о юных годах королевы Виктории. Режиссёр Жан-Марк Валле, в роли королевы Виктории — Эмили Блант, в остальных ролях — Пол Беттани, Марк Стронг, Руперт Френд, Миранда Ричардсон, Джим Бродбент.
- «Виктория и Абдул», фильм Стивена Фрирза, в роли Виктории Джуди Денч.
- «Виктория» (2016) — в роли Виктории Дженна Коулман[220].
- «King’s Man: Начало» (2021) — в роли Виктории Алекса Пова.

#### Музыка
- Victoria — первая композиция концептуального альбома Arthur (Or the Decline and Fall of the British Empire) (1969) английской рок-группы The Kinks. Текст пронизан ностальгией о викторианской эпохе и расцвете Британской империи[221].

#### Живопись
Существует большое количество художественных полотен, изображающих королеву Викторию в разные периоды ее жизни. Среди них работы художников: Генри Уильяма Бичи (портрет с матерью, 1821), Стивена Пойнца Деннинга (портрет, 1823), Джорджа Хейтера (портреты 1833 и 1837 годов), Франца Ксавера Винтерхальтера (портреты 1843 и 1859 гг. и семейный портрет 1846 года), Генриха фон Ангели (портреты 1885 и 1889), Генри Танворта Уэллса (картина «Королева Виктория получает известие о своем восшествии на престол», 1887) и другие.
Кроме того, на период правления Виктории пришлось время становления и развития техники фотографии, так что сохранились фотографии королевы, самая ранняя из которых датируется 1844-45 годами.
На основе портрета королевы Виктории австрийца Генриха фон Ангели были написаны ещё два портрета женщинами-художницами:

Портреты королевы Виктории
Генрих фон Ангели
Генриетта Уорд
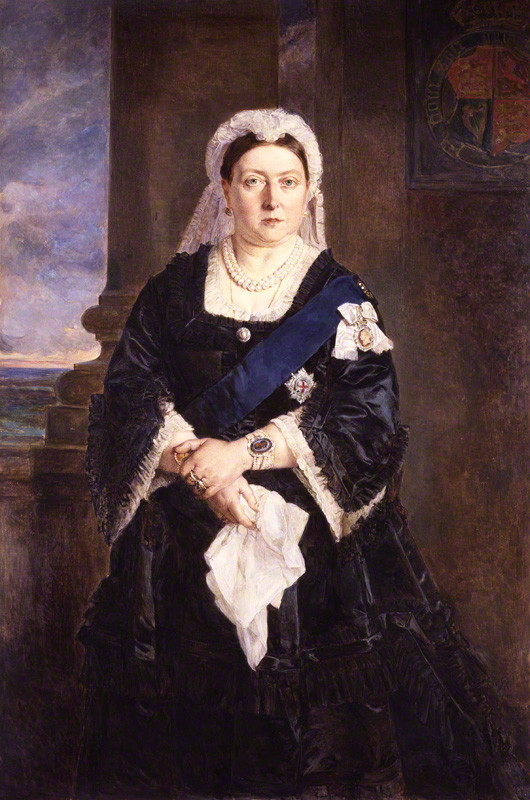
Джулия Эберкромби

#### Анимация
- Королева Виктория является персонажем франко-итальянского мультсериала «Орсон и Оливия[фр.]» (в русском дубляже «Тайны Старого Лондона»).

## Титулы, гербы и награды

### Титулы
- 24 мая 1819 года — 20 июня 1837 года: Её Королевское Высочество Принцесса Александрина Виктория Кентская.
- 20 июня 1837 года — 22 января 1901 года: Её Величество Королева.
- 1 мая 1876 года — 22 января 1901 года: Её императорское Величество Королева-императрица.

К концу правления Виктории королевский титул имел следующий вид: «Её Величество Виктория, Божьей милостью королева Соединённого Королевства Великобритании и Ирландии, защитница Веры, императрица Индии».
Как внучка короля Ганновера Георга III, Виктория также носила титулы принцессы Ганноверской и герцогини Брауншвейгской и Люнебургской. К тому же она имела титулы принцессы Саксен-Кобургской и Готской и герцогини Саксонии, как жена принца Альберта.

### Гербы
В период правления Виктория пользовалась королевским гербом Соединённого королевства. До восшествия на престол личного герба у неё не было. Так как она не могла унаследовать трон Ганновера, на её гербе не было ганноверских символов в отличие от гербов её предшественников. Все последующие монархи, включая Елизавету II, использовали те же гербы, что и Виктория.

Королевский герб в Шотландии
Королевский герб (не в Шотландии)

## Семья и дети

### Дети

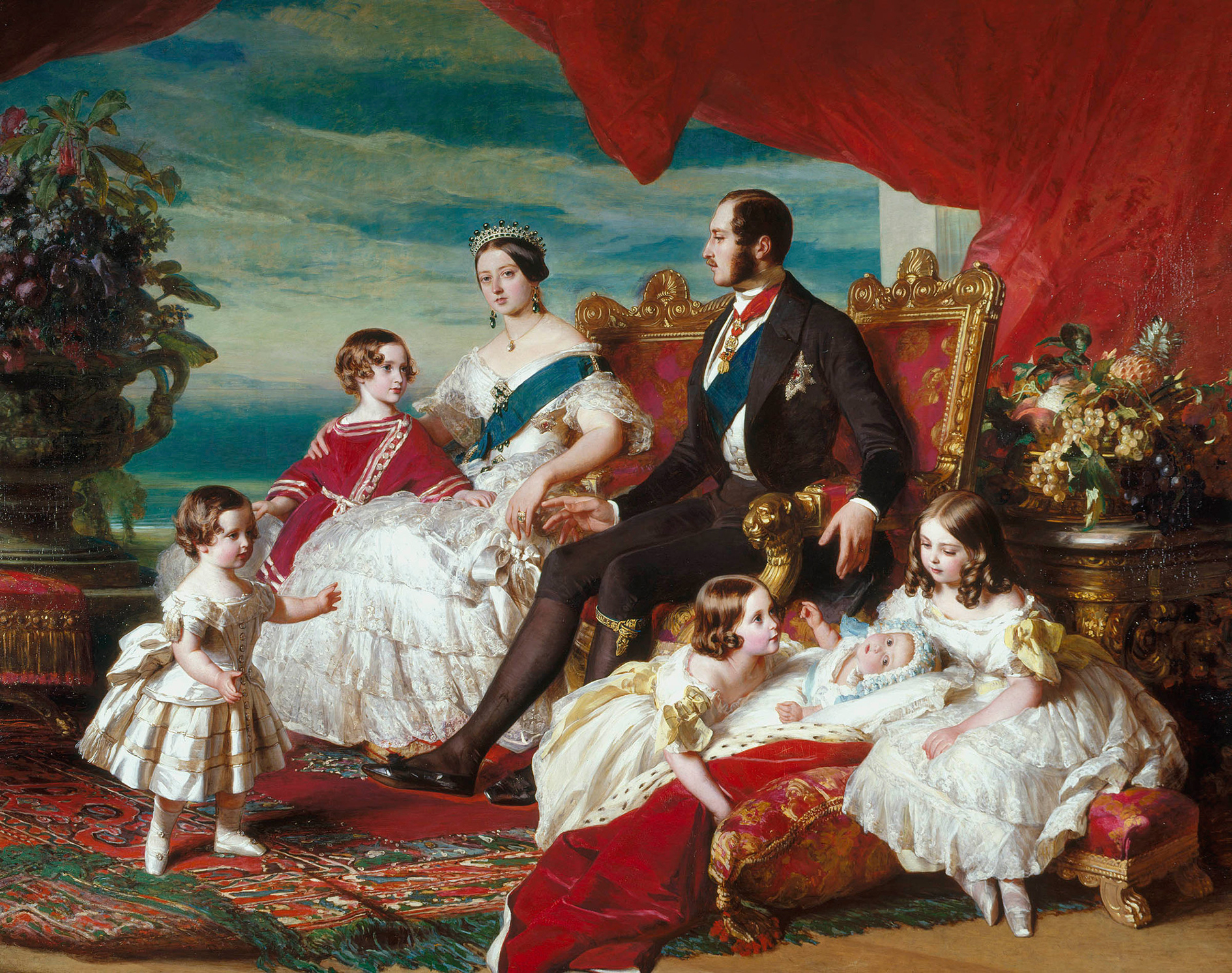
Семья Виктории в 1846 году кисти Франца Ксавера Винтерхальтера. Слева направо: принц Альфред и принц Уэльский; королева и принц Альберт; принцессы Алиса, Елена и Виктория

| Имя                                                                            | Рождение       | Смерть          | Супруг(а) и дети |
| ------------------------------------------------------------------------------ | -------------- | --------------- | --- |
| Виктория, королевская принцесса, позже императрица Германии и королева Пруссии | 21 ноября 1840 | 5 августа 1901  | В 1858 году вышла за Фридриха, кронпринца Германии и Пруссии, позже Фридриха III, императора Германии и короля Пруссии (1831—1888); 4 сына, 4 дочери (включая императора Вильгельма II и королеву Греции Софию) |
| Альберт-Эдуард, принц Уэльский, позже король Эдуард VII                        | 9 ноября 1841  | 6 мая 1910      | В 1863 году женился на Александре Датской (1844—1925); 3 сына, 3 дочери (включая Георга V и королеву Норвегии Мод)                                                                                              |
| Алиса, позже великая герцогиня Гессенская                                      | 25 апреля 1843 | 14 декабря 1878 | В 1862 году вышла замуж за Людвига IV, великого герцога Гессенского и Рейнского (1837—1892); 2 сына, 5 дочерей (включая императрицу России Александру)                                                          |
| Принц Альфред, герцог Эдинбургский, позже герцог Саксен-Кобург-Готский         | 6 августа 1844 | 31 июля 1900    | В 1874 женился на великой княжне Марии Александровне (1853—1920); 2 сына (1 мертворождённый), 4 дочери (включая королеву Румынии Марию)                                                                         |
| Принцесса Елена                                                                | 25 мая 1846    | 9 июня 1923     | Вышла замуж в 1866 году за Кристиана Шлезвиг-Гольштейнского (1831—1917); 4 сына (1 мертворождённый), 2 дочери                                                                                                   |
| Принцесса Луиза позже герцогиня Аргайльская                                    | 18 марта 1848  | 3 декабря 1939  | Замужем с 1871 года за Джоном Кэмпбеллом Лорном (1845—1914), маркизом Лорном, позже 9-м герцогом Аргайл; детей нет                                                                                              |
| Принц Артур позже герцог Коннаутский и Страхарнский                            | 1 мая 1850     | 16 января 1942  | В 1879 году женился на Луизе Маргарите Прусской (1860—1917); 1 сын, 2 дочери |
| Принц Леопольд позже герцог Олбани                                             | 7 апреля 1853  | 28 марта 1884   | В 1882 году женился на Елене Вальдек-Пирмонтской (1861—1922); 1 сын, 1 дочь |
| Принцесса Беатриса                                                             | 14 апреля 1857 | 26 октября 1944 | Замужем с 1885 года за Генрихом Баттенбергом (1858—1896); 3 сына, 1 дочь (королева Испании Виктория Евгения) |